# 源田実
源田 実（げんだ みのる、旧字体：源田實、1904年（明治37年）8月16日 - 1989年（平成元年）8月15日）は、日本の海軍軍人、航空自衛官、政治家。海軍では海兵52期を卒業し、最終階級は大佐。戦闘機パイロット、航空参謀を歴任。大艦巨砲主義だった日本海軍内で、いち早く航空機の有用性を見い出し「零戦」「紫電改」の開発に関与。戦争中は、大本営参謀として真珠湾攻撃を立案・指導。これによりアメリカ太平洋艦隊が機能不全に陥り、アメリカが第二次世界大戦に参戦するきっかけとなった。以降、ミッドウェー海戦他、海軍の戦闘に参画。また特攻作戦に深く関与し、第三四三海軍航空隊司令として終戦を迎えた。戦後1954年（昭和29年）空将補として自衛隊入りし、自衛隊では初代航空総隊司令、第3代航空幕僚長を務め、ブルーインパルスを創設した。航空自衛隊の育ての親。政治家としては参議院議員を4期24年務めた。赤十字飛行隊の初代飛行隊長を務める。

## 生涯

### 出自、若い頃
1904年（明治37年）8月16日、広島県山県郡加計町（現・山県郡安芸太田町）で酒造・農業を営む源田春七の六男二女の次男として生まれた。運動は得意ではなく小柄だったが、身体は頑健であった。加計町立加計小学校、旧制広島一中を経て、1921年（大正10年）、希望していた海軍兵学校に海兵52期として入学する。1924年（大正13年）7月24日、236名中17位で海軍兵学校を卒業、少尉候補生。1927年（昭和2年）2月、海軍砲術学校普通科学生(少尉)時に航空関係の講習・身体検査・操縦を受ける。4月、砲術学校普通科卒業。7月、海軍水雷学校普通科を卒業し、装甲巡洋艦「出雲」乗組。12月、海軍中尉に昇進。

### 戦闘機搭乗員
1928年（昭和3年）12月、霞ヶ浦海軍航空隊に入隊、第19期飛行学生を拝命する。源田は「海軍生活24年間を通じてこの転勤ぐらい嬉しいと思った辞令は一度もなかった」という。定点着陸を見よう見まねで挑戦して失敗してからは1年ほどトラウマになり着陸には余裕がなかったという。1929年（昭和4年）12月、第19期飛行学生を戦闘機パイロットとして首席で修了、恩賜の銀時計を拝受する。1929年（昭和4年）12月、横須賀海軍航空隊戦闘機分隊に配属となる。2月、多段式空母「赤城」に戦闘機分隊第二小隊編隊長（一〇式艦上戦闘機）として着任した。12月、大尉。横須賀海軍航空隊付。日本海軍が英国から招いたチャッペル少佐とウィンゲート大尉を航空教官として開いた講義に参加する。源田によれば戦闘機で敵地上飛行場の封鎖を説いたチャッペル少佐の講義はもっと海軍一般で広く研究されるべきものであったという。1931年（昭和6年）2月、「赤城」に配属。12月、霞ヶ浦航空隊分隊長(教官)に配属されたため、1932年（昭和7年）7月の第一次上海事変には不参加。11月、横須賀航空隊教官。1933年（昭和8年）12月、空母「龍驤」分隊長 (兼横空付教官)配属。

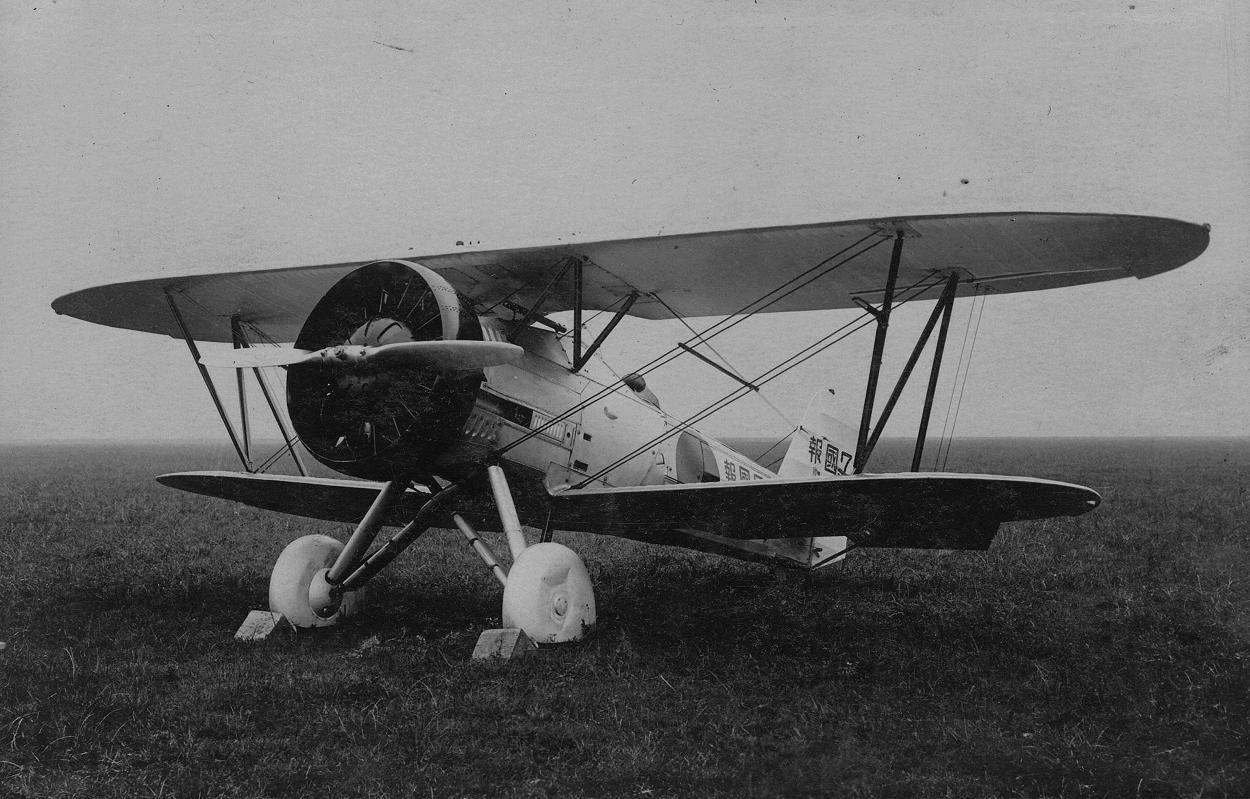
九〇式艦上戦闘機。源田サーカスで使用された。

1934年（昭和9年）11月、横須賀航空隊分隊長となる。戦闘機の空戦性能の審査、研究に取り組み、海軍戦闘機隊の基本パターンの形成を行った。この頃すでに源田は航空主兵論を唱えて大艦巨砲主義を批判して、戦艦一つの建造費で千機の飛行機が製造できると訴えていた。しかし源田の主張は容易なことでは聞き入れられず。そればかりか、海軍々人にあるまじき発言とばかり、顰蹙を買うようなことさえあった。後に海軍兵学校で源田が航空兵力の重要性を唱え、航空決戦のあり得ることを主張した講演を行なったところ、演壇を離れた後に駆け登ってきた某大佐から「ただ今の話は諸君の血となり肉となるものである。しかしわれわれは航空兵力なしでも戦闘する覚悟を要する」と言われたという。。当時は国防献金によって寄付された報国号（九〇式艦上戦闘機）と呼ばれる献納機が多く、源田は分隊長として編隊特殊飛行の3代目リーダーになり、日本各地で行われた献納式で編隊アクロバット飛行を行う。報国号献納とアクロバット飛行が結びつき源田サーカス（空中サーカス）の名で親しまれた。
奥宮正武によれば源田サーカスの特殊編隊飛行は航空自衛隊でもやっていないような演目もあり列機が姿勢を崩さない美事なものであったという。
源田は、前任者の急降下爆撃の研究を引き継ぐと、戦闘機を以てする急降下爆撃の研究に精力を傾けた。源田は、戦闘機隊は主として防御的作戦に使用されているが、戦闘の勝敗を決定する制空権を確保するためにもっと積極的に敵を攻撃する方に向けてはどうかと考え、敵の航空母艦を先制制圧する為に、急降下爆撃機を善用すべきは勿論、航続距離の延伸、操縦性の軽快さ、戦闘機としての流用等を考慮し、1933年（昭和8年）から1935年（昭和10年に）わたって、「単座急降下爆撃機」の試作、採用を主張し続けたが、賛同は得られなかった。この飛行機は制空権獲得のため、敵空母の先制空襲を主任務とするが、この爆撃が終われば、単座戦闘機として流用し得る構想であった。
1934年（昭和9年）、「赤城」の第一航空戦隊研究会で源田は「単座急降下爆撃機」の導入を主張して、戦闘機と攻撃機の半数ずつをこれと入れ替える意見を出した。これに対して山本五十六は、戦闘機を攻撃に使うという点には賛成したが、航法上の安全性からやはり二座になると却下した。1935年（昭和10年）、源田は「単座機による急降下爆撃の教育訓練に就て」の研究で昭和9年度の恩賜研学資金（海軍大臣賞）を受賞する。末国正雄によれば、これは横須賀航空隊から提出された戦闘機無用論に関する意見書でもあるという。飛行機の小型化を志向しているため、新田慎一らの「大型攻撃機論（戦闘機無用論）」とは対立した。
同年6月、三菱重工の単葉機九試単座戦闘機の試作二号機のテストをおこなった源田は上昇力・速力に問題はないとしつつ、射撃性能・着艦性能は特に優れていると感じず、舵の効きも問題視して格闘性能にも疑問を感じた。その後の採用会議で源田は単葉機の旋回性能の悪さを指摘して複葉機の九五式艦上戦闘機の方が優秀ではないかと意見して、空戦の検証をせずに九五式艦戦を廃して1本に絞ることに反対した。横須賀航空隊教頭・大西瀧治郎もそれを支持して「中央当局は単に机上の空論に頼ることなく、もっと実際に身をもって飛ぶ人の披見を尊重して方針を定められたい」と意見した。翌日模擬空戦が行われ、判定を任せられた源田らは九試単戦が格闘性能にも優れていると判断した。源田は大西や技術者に自身の不明を詫び、その後は熱心な九試単戦の支持者となった。
大西とは1934年末から1年ほどの同勤であったが、源田にとって数年に匹敵する意義を持ち戦術思想、人生観に大きく影響を与えられた。源田は「正しいことを正しいと認めることが大切なのであって何が国のためになるかで考え無節操と罵られようとも意に介すな」という大西から受けた言葉は人生においてこれほど胸を打つ言葉はなかったという。佐々木留吉曹長は、分隊長の源田は他の高慢な士官たちとは全然違い、話のわかるいい人としきりに褒めていた。相沢八郎上飛曹によれば、源田はテストパイロットとして研究熱心であり、地上より空にいることの方が多く、その執念と熱意は敬服と驚嘆に値し、理を尽くした検討審議が繰り返されていたという。新山春雄技師（中島飛行機第2研究課長）は「我々技師が改良プランを持っていくとどんな時間でも嫌な顔一つせずに飛行実験をしてくれた。普通、飛行作業は午前中のみでそれ以外は明日に回されるが、源田大尉だけはそういうことは一度もなかった」という。
源田は戦闘機パイロットの道を考えていたため、高等科学生の受験を避けていたが、大西から「日ごろ訴える航空政策を実現したければそれなりの下地が必要である。また源田には高効率の軍備を作り上げてもらいたい」と海軍大学校の受験を説得されて受験し、1935年（昭和10年）10月31日に海軍大学校35期甲種学生となった。ここから航空参謀の道を進むことになる。
同年4月、「海軍軍備の中核を基地航空隊と機動部隊として、潜水艦戦力で支援、巡洋艦・駆逐艦は最小限保有、戦艦はスクラップ乃至繋留して桟橋の代用とする」という作戦課題論文を提出する。当時は大艦巨砲主義が主流であったため、源田は気が狂ったと噂された。源田によれば、演習でも航空戦力は戦艦に攻撃などの面で優れていたこと、航空主兵の部隊に対して戦艦は目標とするものを失うこと、飛行機が天候に弱いという指摘もそれほどの天候下では戦艦も同様であることが根拠であったという。1936年（昭和11年）7月第三次海軍軍備補充計画における大和型戦艦2隻（大和、武蔵）の建造を厳しく批判し、源田ら14人の飛行将校で空母計画への変更を啓蒙する航空研究会を立ち上げたが、海軍当局より私的な組織として解散させられる。1936年（昭和11年）11月15日、少佐、第2連合航空隊参謀。

### 日中戦争
1937年（昭和12年）7月、源田は海軍大学校を恩賜の成績（次席）で卒業。日中戦争（第二次上海事変）に第二連合航空隊司令部参謀として参加。源田は駆逐艦で青島に向い有馬正文大佐と共に現地調査を行う。源田の初陣であり敵の弾下は気持ちのいいものではなかったという。当時は陸海軍ともに、戦闘機に対する評価は極めて低く、いわば冷や飯を喰わされていた存在だったが、同年8月13日夜の渡洋爆撃の戦訓は、そういう考え方を根底からひっくり返してしまうほど、恐るべき戦闘機の魔力を見せつけた。源田は「もしも、あのとき、中国の戦闘機にあれほどこっぴどい眼にあわされていなかったら、零戦の構想も、あるいは生まれていなかったかも知れない」と述べている。中国戦闘機との戦闘において、あらゆる作戦を順調ならしめる基礎は制空権の確保にある、ということをまざまざとつかみ、海軍機の示した優秀な性能、とくにその長大な航続力は、必要とあれば、遠く陸海の第一線の後方深く侵入して、必殺の攻撃を加え得るという可能性を示した。「我々は、もっともっと努力を重ね、あらゆる点で非の打ちどころのない海軍航空兵力を築きあげねばならない」と構想、こうした努力のなかで、発案され、試作されることに決まったのが零戦という。

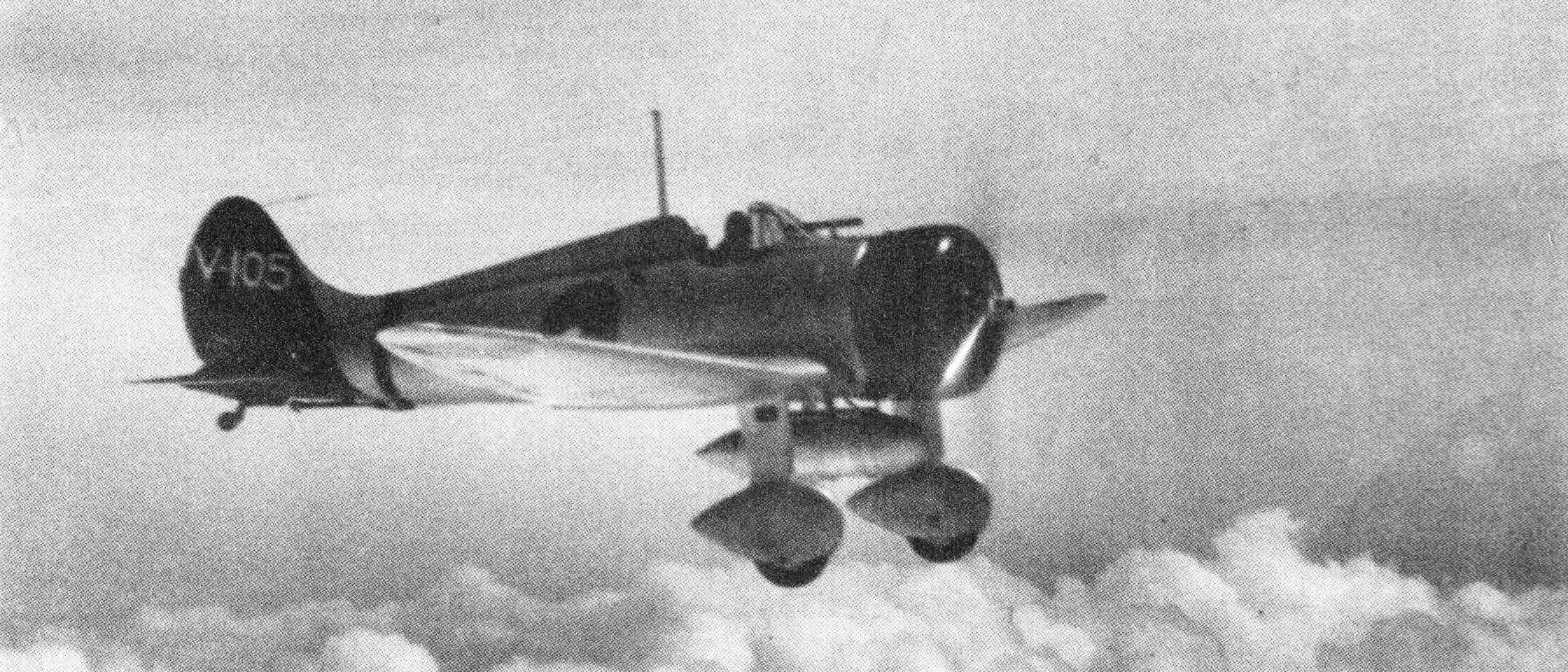
九六式艦上戦闘機。源田の考案した「制空隊」に使用された。源田がテストパイロットを務めた九試単座戦闘機の制式機でもある。

同年9月、南京空襲作戦において、源田は戦闘機で広域制空を行う「制空隊」を考案する。戦闘機を主体的に運用する戦術思想としても画期的なことであった。戦闘機を行動基準に制空隊による敵戦闘機を捕捉撃滅を主目的にして、空襲は奇襲を行わずに敵の対空防御砲火圏外からの一航過として敵戦闘機を誘いだし、潜ませておいた戦闘機隊で撃滅する。従来の戦闘機任務である援護機には水上偵察機を回した。
9月19日の戦闘では二回の空襲・空中戦で日本軍喪失4機、中国軍撃墜40機を記録して中国空軍戦闘機隊を壊滅させた。19日から25日まで11回空襲を行い同方面の敵戦闘機の大半を撃滅する。最大の戦果は制空権の獲得であった。
第二連合航空隊司令官・三並貞三少将は「従来戦闘機の用法は一般にきわめて消極的にして、哨戒ならびに掩護等のみに限られ、これを主体とする大規模作戦は未だかつて実施せられたることなし。然れども、今次南京空襲の成果より推察するに敵の戦略要点の上空にわが有力なる戦闘機隊を進撃せしめて、敵航空兵力の撃滅に努むる方策はきわめて有効にして、精神的にも敵国民衆環視の中にわが卓越せる空戦実力を発揮するは、敵国民に与うる打撃きわめて大なるものありと思惟す。また敵にして有力なる防空戦闘機隊を有する場合は、このごとき方策をとらざる限り敵国要点に対し徹底的爆撃を実施すること困難なり。本作戦開始以来昼間は一切の敵航空兵力の活動を封じ得たるのみならず、作戦末期よりは夜間といえども敵機の上海方面進出をほとんど皆無ならしむ得たり将来大陸方面航空作戦指導上この種作戦の遂行は大いに研究の価値あるものと認める」と所見でこの作戦を評価している。
また転戦する中国の奥地への攻撃には戦闘機の航続距離が足りないという問題があった。源田はそれを中継地点を利用することで航続距離の延伸を図り解決させた。当時としては新着想の離れ業であり、九五式陸上攻撃機で整備員や燃料をまだ整備されていない中継地点へ運び、そこで戦闘機が補給を済ませてさらに奥地へ飛ぶことで多くの奇襲を成功させ戦果を挙げた。支那事変で源田は様々な戦訓を得たが一番は戦闘機の有形無形の戦力の大切さであった。また爆撃が不徹底に終わったことから敵飛行基地に急襲し地上で爆砕するのも一法ではあるが、効果が不十分であり戦果確認も困難であるという戦訓も得た。源田によれば戦訓から陸上基地を爆撃で使用停止させることが困難であることから戦闘機を攻撃隊に加え空中、地上の飛行機の撃破に当たらせるのが有効であるという。11月、少佐に昇進。
中国戦線から帰還した源田は1938年（昭和13年）1月17日、12試艦戦計画要求の官民合同研究会で飛行機隊の集団使用、遠距離進出などの新境地を開拓した経験から実戦での96式艦戦や95式艦戦の働きを説明して格闘性能と航続距離の必要を訴える。1月、横須賀航空隊飛行隊長着任。4月13日、十二試艦戦計画説明審議会に参加。設計者・堀越二郎より格闘性能、速度、航続距離のうち優先すべきものを1つ上げてほしいと要望があった。源田は支那事変の実戦体験から「どれも基準を満たしてもらわなければ困るがあえて挙げるなら格闘性能、そのための他の若干の犠牲は仕方ない」と答えた。しかし柴田武雄（海軍航空廠実験部部員）も実地経験から「攻撃機隊掩護のため航続力と敵を逃がさない速力の2つを重視し格闘性能は搭乗員の腕で補う」とした。両者正論の平行線で堀越は真剣な両者の期待に答えることにした。
戦後、源田は柴田の考えにも一定の理解を示しつつ、「それでも支那事変の戦訓で格闘性能の必要性を痛感した」と語っている。この十二試戦が零式艦上戦闘機となる。3月上旬、源田は海軍兵学校全校生徒の前で中国での航空戦の体験を飛行将兵として語ったが、兵学校教頭・角田覚治は生徒に飛行機の協力は望ましいがこれに頼るわけにはいかないとくぎを刺した。源田は制空が二次的に扱われ残念に思ったという。
日中戦争の経験から1939年（昭和14年）の研究項目に大編隊群の共同攻撃法、空中戦闘法を提示したが、それに取り組む前の3月、駐英国大使館付武官補佐官としてイギリスに転任する。1940年（昭和15年）1月、ハインケル社の試作戦闘機He113の視察のため、2度ドイツに入国している。8月に始まった第二次世界大戦のバトル・オブ・ブリテン(英独航空戦)をイギリス側から体験した。英国空軍の訓練の観察、欧州大陸における連合国空軍とドイツ空軍の戦闘記録の分析を行う。スーパーマリン スピットファイア戦闘機、ホーカー ハリケーン戦闘機の性能、搭乗員の能力を考慮し戦闘機隊の実力に関してドイツは英国より劣り英国も日本に劣ると判断している。
同年9月初めに源田はイギリスを発ち、アメリカ経由で10月帰国。平本道隆中佐の出迎えを受け、第一航空戦隊参謀に内定していることを知らされる。海軍の省部に対して、ドイツが日本と違った爆撃で効果を挙げていること、英国が制空を抑え有利だが海上協力が訓練不足であること、飛行機に防弾装備が必要なこと、空母甲板の強化も必要なこと、現状ではまだ英独の勝敗決定要因はないことを報告した。源田が報告を済ませると「源田君の話を聞いていると英国が勝つようなことになる」と苦言を呈された。また海軍省の記者クラブで源田のバトル・オブ・ブリテンの話を聞いた杉本朝日新聞記者も迫力があり英国が勝利するような印象を受けたという。1940年（昭和15年）11月、中佐に昇進し、第一航空戦隊参謀（空母「加賀」乗組）。

### 太平洋戦争

#### 第一段作戦
1941年（昭和16年）2月、源田は第十一航空艦隊参謀長・大西瀧治郎から呼び出され、連合艦隊司令長官・山本五十六からの手紙を見せられて真珠湾における雷撃の可能性を聞かれた。源田は「雷撃は専門ではないから分かりかねるが研究あれば困難でも不可能ではない、できなくても致命傷を与えることを考えるべきである。空母に絞れば急降下爆撃で十分である。問題は接近行動にある」と回答する。
大西から作戦計画案を早急に作るよう依頼され2週間ほどで仕上げ提出した。
源田によれば素案の素案程度のものであったという。それに大西が手を加えて作案し、3月初旬ごろ山本に提出された。
4月10日、南雲忠一を司令長官、草鹿龍之介を参謀長とする第一航空艦隊が編成され、源田は甲航空参謀に任命された。源田の希望によって、優れた統率力、戦術眼を持ち源田と通じる同期生で偵察席に座り作戦の指揮に集中できる者という理由から淵田美津雄中佐が空中指揮官に抜擢され、雷撃の専門家として村田重治少佐も引き抜いた。
南雲は航空に関しては素人であり、草鹿も源田が案画して淵田が実行する好取組みと二人を評価し、彼らの献策をできるだけ採用して見守ったため、源田の意見はそのまま通りやすく、第一航空艦隊を源田艦隊と呼ぶ声もあった。淵田や坂上五郎によれば当時源田は自身の案や計画が何の批判もなく通っていくことへの不安や不満をもらしたという。
第一航空艦隊の空母陣形について源田は、ニュース映画でアメリカ空母の単縦陣を見てひらめき、海上での飛行機隊空中集合と隠密行動を両立させるために集中配備にするべきと判断して採用された。
上空直援の戦闘機と対空砲火の集中による防御にも源田は自信を持っていた。
また、従来は所属艦で航空部隊の訓練や指揮を行っていたが、源田はそれを全て実戦での機種別、空中指揮系統へ変更した。真珠湾は水深が浅く、航空機での魚雷攻撃は難しいとされていたが、鹿児島湾（錦江湾）などでの猛訓練を積み、搭乗員の練度を高めた。
源田と先任参謀・大石保大佐に真珠湾奇襲作戦実行計画の完成が命じられた。最初の攻撃案は攻撃隊を発進させながら空母は後退して離脱するものだったが、源田は「攻撃隊が決死の攻撃を行うのに母艦が逃げ腰では士気にも関わる」と反対し、接近しながら攻撃隊を発進させ、帰還機をできるだけ回収する案に変更させた。
11月下旬、南雲機動部隊各艦は択捉島単冠湾に集結する。源田は任務達成上のことで頭がいっぱいで今度こそ生きて帰ることはないだろうと覚悟したという。

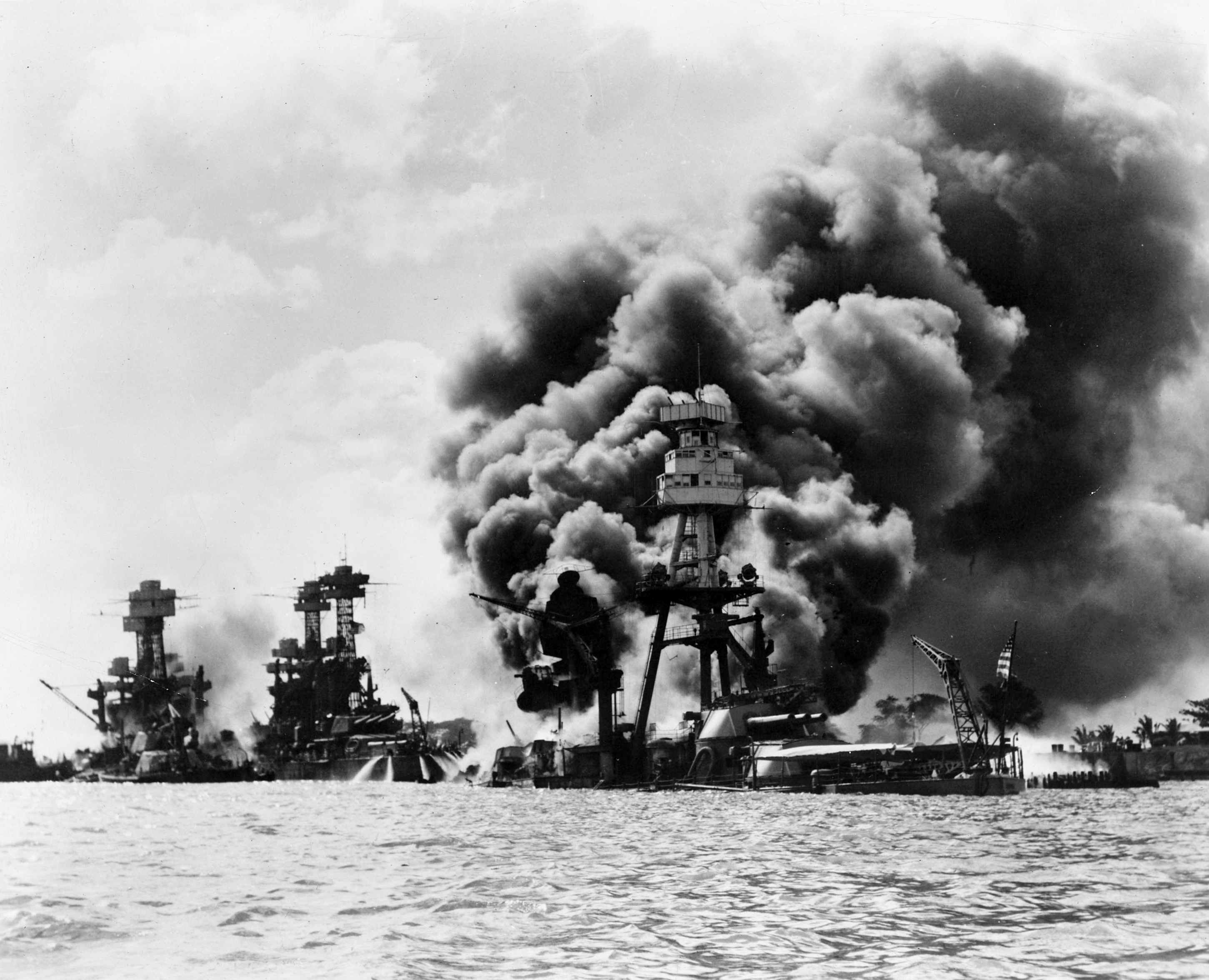
真珠湾攻撃で爆沈されるアリゾナ、その奥にテネシーとウェストバージニアが見える

12月8日、真珠湾攻撃に成功。戦果は戦艦4隻撃沈、戦艦2隻大中破するなど米太平洋艦隊を行動不能する大戦果をあげた。攻撃前日まで源田は反復攻撃を訴えていたが、南雲にその意思がないと知って攻撃後の積極的な進言はしなかった。攻撃後、源田は数日付近にとどまり留守で撃ち漏らした敵空母（エンタープライズ、レキシントン）を撃滅する案を南雲に進言したが受け入れられなかった。戦後源田は、暗号解読のみならず、牒報組織やその技術において、日本はアメリカよりはるかに遅れていたこともあって「航空母艦2隻を討ちもらしたことは、アメリカにとっては幸運であったが、わが方にとっては全くの不運であった。死児の齢を数えるようなものであるが、この2隻が在泊していたか、そうでなくてもわが索敵圏内にいたならば、防御力の薄弱な空母であるから、再起できないほどの打撃を与えることができたであろう。その後の戦局には大きく影響し、ミッドウェー攻略も成功したかもしれない」「真珠湾攻撃は私の海軍士官生活における最頂点であった」などと語っている。
その後、南下してニューギニア、オーストラリア、インド洋を転戦し連合軍の主要根拠地を覆滅しながらの大航海をした。1942年（昭和17年）1月のラバウル・カビエン攻略支援、2月のボートダーウィン攻撃、3月のジャワ海掃討戦、4月のインド洋作戦を続けて成功させた。
1942年4月、インド洋作戦におけるセイロン沖海戦で、一航艦は5日のコロンボ空襲中に現れた巡洋艦2隻を撃沈し、9日のツリンコマリ空襲では周囲に空母がいて新たな敵の出現は確実と判断した一航艦は、飛行隊の約半数を控置するように計画を変更し、現れた空母「ハーミーズ」を撃沈。また、索敵機の回収に必要な電波を発したことで艦隊位置が露見し、航行中に英軍爆撃機の奇襲を受けたが、旗艦「赤城」が至近弾を受けるまで艦隊全員が気付かなかった。このため、源田は敵に艦隊位置を知らせるガラガラヘビと呼んで索敵に消極的になる。源田は「こんな奇襲を喰らうようでは、今後よほど警戒しなければならない。あまりにも順調な戦闘を続けた我々は、この瞬間にさらに深い反省をすべきであったと思う。その反省の不足は、二か月後のミッドウェイに現れてきた次第である」と語っている。
日本に帰国した後、4月28、29日に大和で行われた第一段作戦研究会で源田は「秦の始皇帝は阿房宮を造り、日本海軍は戦艦大和をつくり、共に笑いを後世に残した」と大艦巨砲主義に執着する軍部を批判して一切を航空主兵に切り替えるように主張した。
インド洋作戦までで一航艦の航空機の損失はわずかであり、艦艇には一隻の被害もなかった。史上類のない連続的勝利を記録し、一航艦は世界最強の機動部隊となるが、連戦連勝から疲労と慢心が現れていた。

#### 第二段作戦
1942年（昭和17年）5月、連合艦隊司令部が立案したミッドウェー作戦が第一航空艦隊（一航艦）に命令された。源田は海上作戦に関心を持ち空母群を誘い出し掃討する案には賛成した。ハワイ攻略計画の一歩としても価値があると思った。源田は「アメリカの艦隊が出てきたら鎧袖一触だ」と発言していたといわれる。しかし、準備期間が短く時期尚早であったため、作戦事前研究会で山口多聞少将とともに現状は手を伸ばし過ぎており戦力の充実を待つべきであると反対したが、連合艦隊司令部は決定済みとして取り合わなかった。また、兵力が分散し過ぎて目標を見失っており、集中という兵術の原則にも反していると感じたため、図上演習後の研究会で連合艦隊参謀・黒島亀人少将に「作戦の重点をアメリカ艦隊撃滅に置くべきである。そのためにはアリューシャン攻撃部隊やあらゆる作戦可能な兵力を、たとえ第五航空戦隊（瑞鶴、翔鶴）が参加できるのを待ってもミッドウェーに集中すべきだ」と主張した。しかし、黒島は「連合艦隊長官は一度決めた方針に邪魔が入ることを望まれない。機動部隊の主要任務はミッドウェー攻略支援だ」と答えたため、アメリカ艦隊は二次的なものと源田は受け止めた。源田は戦艦大和が後ろから離れてついてくることに対して「戦艦などは足手まといでほしいのは駆逐艦や巡洋艦だ」と大艦巨砲主義を揶揄した。
一航艦では大規模な人事異動や航空機搭乗員の多数転出があり、第五航空戦隊（空母「翔鶴」「瑞鶴」）に引き抜かれ、空母も4隻（「赤城」「加賀」「飛龍」「蒼龍」）となった。源田は航空隊の編成や補充などに追われる多忙な日々を過ごすことになった。
第一段作戦の後始末でミッドウェー作戦を検討する暇がなく、連合艦隊の案をそのまま受け取ることになった。また、淵田美津雄中佐は病床にあり、鈴木栄二郎中佐も航空本部に転出したため源田は同期の相談役も失うことになった。その上、源田はミッドウェー海戦の行動中の6月1日に肺炎で高熱を出して倒れ、海戦当日の作戦開始の総員起こしで艦橋へ上がったが、体調は万全ではなかった。
6月5日、ミッドウェー島基地への攻撃を開始する。淵田に代わる空中指揮官には、経験を与えたいという源田の希望で友永丈市大尉が選ばれた。攻撃を終えた友永は一航艦司令部に対し「第二次攻撃の要あり」と打電した。南雲長官は、連合艦隊から米軍機動部隊迎撃のために待機を指示されていた残り半数の攻撃隊を兵装転換して使うことに決定し、幕僚たちもそれに同意した。源田によれば「そのような考えにこだわると適当な敵が発見されない限り兵力の半数が有効に使われないことになる。状況によって決定されなければならない」という。この間、ミッドウェー島基地の航空隊から継続的な空襲を受けていたが全て迎撃に成功した。その後、索敵機から予期せぬ米軍機動部隊発見の報告があり、山口多聞少将（第二航空戦隊司令官）から即時攻撃の意見具申がされた。しかし、上空にミッドウェー島攻撃を終えた第一次攻撃隊100機が帰還しており着艦収容を待っていた。即時攻撃のために第二次攻撃隊の準備を優先させるには、燃料切れによって第一次攻撃隊100機を不時着水で失うことになる可能性があるため、源田は、第二次攻撃隊の準備より第一次攻撃隊の収容を優先させることを南雲長官に進言した。当時得られていた敵位置情報（誤情報）から時間的な余裕があると判断したためでもあった。
他の幕僚も同じ判断で南雲司令部では何の問題もなく収容の優先が決まった。

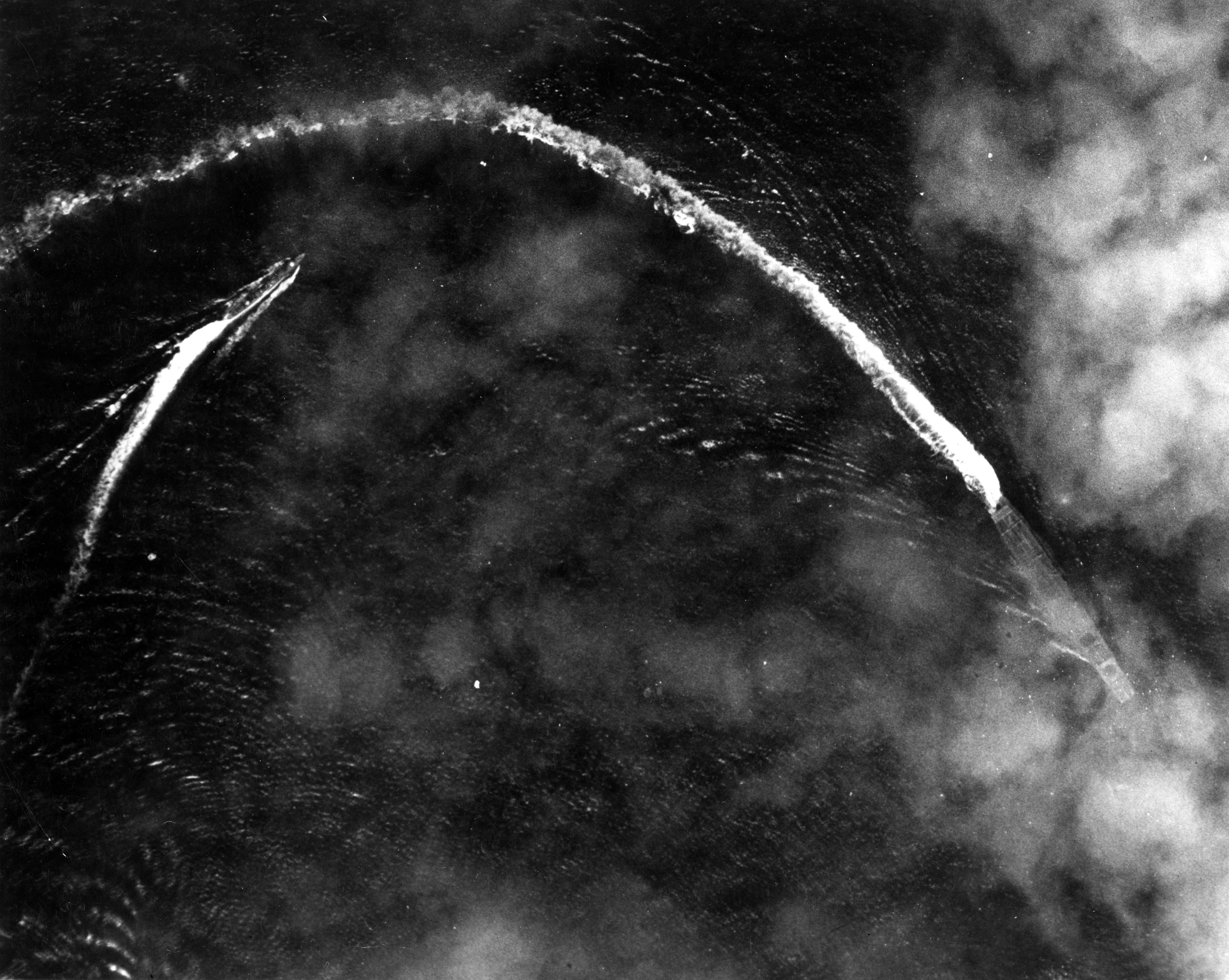
回避行動中の空母「赤城」

一航艦は米軍機動部隊から発進したTBD デバステーター雷撃機の攻撃全てを撃退した。源田は敵の雷撃をたいした腕じゃないと判断し、まず敵母艦からの来襲機を撃滅し、次に敵の母艦の群れを葬り去り、夜から明朝にかけて叩き潰して勝利できると考えていた。しかし、敵上空来襲の知らせを受けて、当時無線電話が弱く雲量も多かったため、雷撃に対処した戦闘機へ上空警戒の指示を伝えることができず、SBDドーントレス急降下爆撃機の空襲により、日本軍は空母「赤城」、「加賀」、「蒼龍」を一挙に失う。源田が乗艦する旗艦「赤城」は大火災を起こし、南雲司令部は全員、軽巡「長良」に移乗した。
残った空母「飛龍」も米軍機の攻撃で炎上し空母4隻全てを失った。
戦後、源田は「不安もあるが今度も勝つだろうといった自己欺瞞があった」「図上演習なら第二次攻撃隊を優先させたが実際には第一次攻撃隊の搭乗員に不時着しろと命令できなかった。見殺しにすれば相打ちくらいにはできた」と反省している。これ以降自らの仏心を戒め心を鬼にして見敵必戦を心がけたという。また源田は、連合艦隊司令部があと1ヶ月作戦を遅らせれば空母「翔鶴」「瑞鶴」「飛鷹」が戦列に加わり有利に戦えたこと、日本軍の第一目標がミッドウェー島攻略であったことを指摘し、敵の機動部隊の事を想像すると不安でたまらなく、戦略戦術から言ってどうも納得できない部分があり、戦艦主兵か航空主兵かも曖昧で「大和」と戦艦群が機動部隊の後ろからついてくることも疑問だったことを語っている。
ミッドウェー海戦後、源田は連合艦隊、第一航空艦隊の司令部で打ち合わせた後、ミッドウェー海戦の戦訓も取り入れ航空主兵に切り替えた空母部隊再建案を6月12日に軍令部へ提出する。源田案は建制化、警戒兵力増加、航空戦隊再編の3項目を挙げた。警戒兵力は駆逐艦、巡洋艦の増加によって弾幕強化を図る。航空戦隊再編は航空主兵に切り替えることに焦点を置いた。大型空母2隻に攻撃隊を搭載し、小型空母1隻に自衛戦力を搭載する3隻編成として、戦闘機、爆撃機を増やして攻撃機を減らし、目標を空母においた制空権獲得の航空決戦の方針とした。これをもとにさらに検討が加えられ、7月14日の戦時編成改訂で第三艦隊として新編された。南雲忠一中将と草鹿龍之介参謀長は第三艦隊の指揮官としてそのまま機動部隊の指揮を執ったが、その他の幕僚は全て降ろされ源田も7月14日「瑞鶴」の飛行長に移動した。8月、第二次ソロモン海戦に参加。
10月8日、源田は山本五十六の意向で臨時十一航空艦隊参謀としてラバウルに赴任。ガダルカナル島を巡る戦いでは陸海軍戦闘機を集中して制空権を掌握する計画を提案し、軍令部も同意したが、陸軍との交渉で断念した。源田によればマラリアに感染して入院し、ほとんど戦局に寄与しなかったという。源田は『週刊朝日』1973年12月7日号の野坂昭如との対談で、野坂から「源田さんは文字通り海軍の中枢にいらしたわけですけど、この戦争はとってもじゃないけどだめだ、とお思いになったのは何年ごろですか」という質問に対して「心の中で思い始めたのは、ガダル撤退ですね。あれから。ミッドウェーに負けたときもまだやれると思った。アメリカが容易ならぬというものは、最初からそう思ったんですよ。ところがハワイをやって、その後アメリカの戦いぶりを見て、思ったより弱いなァと思ったんですわ。ところがそいつは判断の誤りでね、やってるうちに、こいつとんでもない野郎だな、と思ったんです。飛行機の性能はそれほど負けてなかったんです。性能は負けてないが、なにぶんにもその数とね、もう一つ、人的戦力ちゅうものが、こっちは第一線のものが死ぬと後詰めがいないんですよ、日本は。向うは後から後から、とにかく来る。それは戦後アメリカに行って感じました」などと述べている。

#### 軍令部航空部員
1942年（昭和17年）12月10日、軍令部第一部作戦課航空部員（大本営海軍参謀）就任。ガダルカナル島の撤退を意地や面子で決めかねていた大本営で源田は「近くに飛行場のないガ島での空中戦に勝算なし」と断言した。12月27日から源田は山本祐二中佐と共に陸軍とガダルカナル島撤退要領、ソロモン方面主戦の合同研究を3日間行い、12月末ガダルカナル島撤退作戦が決定された。1943年2月から数度にわたり、敵に察知されることなくガダルカナル島からの撤退は成功した。
零戦が既に敵から十分研究されているであろうと考えた源田は、零戦とは別に異なる画期的な戦闘機を求めて高速戦闘機を模索するが、技術的に提案する知識がなかった。そこに同じ考えを秘めていた鶴野正敬技術大尉が現れ、高速戦闘機「震電」の開発に動き出した。要求性能で揉めたが、源田は「400ノットの高速戦闘機が欲しいのであまり付帯要求を付けないように」という指導的意見をして、鶴野は要求性能をまとめることができた。同機は試作機の製造までで終戦を迎えた。また源田は、防御力を重視したB-17爆撃機に匹敵する大型攻撃機「十八試大攻(連山)」の開発計画も進めた。同機は試作機の飛行に成功したが資源の枯渇で中止された。
源田は航空機の防弾に取り組んでいたが、障害もあった。三福岩吉（艦爆搭乗員）によれば、一式陸上攻撃機の後継機である爆撃機「銀河」の防弾導入に対して、操縦性を求める江草隆繁から防弾装備の反対が起こり、江草をなだめるために源田が出向くこともあったという。曽根嘉年によれば、1943年（昭和18年）夏に零戦の防弾とその重量による性能低下が焦点となり、会議は二分した際、源田は「大和魂で突貫しなくてはならない。どうも精神的な面もみんな緩んでいるようだ。ここはひとつそういう議論はやめて、うんと軽くていい飛行機を作ってもらって、我々は訓練を重ねて腕を磨き、この戦争を勝ち抜こうじゃないか」と言って会議を締めることもあったという。
零戦の防弾は源田の任期から取り入れられ、同年末生産の消火装置装備に始まり、順に装備されている。
同年、横須賀海軍砲術学校において源田が出張して生徒達に航空講義をした際、「万里の長城」「ピラミッド」「大和、武蔵は世界の笑い物だ」と発言し教頭・黛治夫に取り消すように迫られた。
7月1日、経済的理由や人員・機材不足から難航していた第一航空艦隊（一航艦）が再建された。航空母艦を建造する時間的経済的余裕がないこと、母艦機搭乗員は教育訓練が困難であること、空母の脆弱性から西南太平洋に散在する基地を不沈空母として活用する機動集中が可能な部隊という源田の構想の下行われた。この部隊の中核人員は真珠湾攻撃時の一航艦メンバーであったため「源田一家」と呼ぶ声もあった。将来の主戦力として期待されたが、練成途中にクェゼリン、ルオットの玉砕があり翌年2月15日に連合艦隊への編入が決められた。
9月16日、源田は陸軍参謀・瀬島龍三との共同研究による大本営陸海軍部の合一に関する研究案を提出する。大本営の指揮系統一元化また航空兵力の一元化を提案した。
1944年（昭和19年）2月、米軍機動部隊がマーシャル諸島に来襲してメジュロ環礁を根拠地とすると、源田と藤森康男（潜水艦部員）を中心に雄作戦が立案された。マーシャル諸島泊地を目標とする真珠湾攻撃の再現する構想であり、航空作戦は、敵に油断はないため夜間、しかも搭乗員が未熟であることから月夜の奇襲とした（空襲に呼応し特四式内火艇で泊地水中攻撃も行う）。
6月8日の満月の日を予定して連合艦隊に提案したが、3月30日のパラオ大空襲に起因して連合艦隊司令長官・古賀峯一が遭難死し（海軍乙事件）、計画は実現しなかった。戦後、源田は「今考えると珊瑚海海戦あたりから敵にこちらの情報が読まれている節があり実施したとしても奇襲が成立せず当方が予期したような成果を挙げることが出来たか疑問である」と話している。
同年夏、連合艦隊司令官・豊田副武大将は立直しをはかり、マリアナ・パラオ諸島の戦いにおいて米軍を迎撃すべく「あ号作戦」を計画した。軍令部側の源田は豊田の幕僚に淵田美津雄中佐がいたため航空作戦の計画がやりやすかったという。日本軍はあ号作戦の決戦海面に西カロリンを想定していたが、米機動部隊のマリアナ来襲で6月19日にマリアナ沖海戦が勃発。同海戦では、小沢治三郎中将がアウトレンジ戦法を指揮して敗北しているが、この戦法に源田は反対で現地に出張した際に機動部隊の幕僚に忠告していた。
また、角田覚治中将が指揮する第一航空艦隊も参戦したが、決戦前にすでに戦力を消耗しており、源田も「すでに練度の高い搭乗員から消耗されており大して実力があったとは思わない」「不沈の陸上基地も南洋諸島のように各基地が数百カイリ以上も離れて孤立し相互支援が十分に利かないところでは母艦群の圧倒的な兵力には抗じ得なかった」と話している。
マリアナ沖海戦での壊滅を受けて、海軍ではサイパン奪回作戦の甲案とマリアナ確保断念の乙案が検討された。甲案で源田は、陸海軍の保有する全戦闘機で一群300機の少なくとも三群を編成し、母艦や硫黄島経由でマリアナに片途飛行をやり、空戦後同地の飛行場に着陸、一基地に100機以上を配すれば、その時の制空権は概ね日本に帰すため、これを爾後三回同様のことを繰り返し、マリアナの制空権を一時的に奪回して、全艦艇と必要な輸送船を送り込んで、陸上から敵兵を海中に追い落とす作戦を提案した。乙案も陸海軍の航空兵力統一運用を重視しており、源田は乙案において陸海の統帥部の統一や航空機工業の統一にも言及した。日本は乙案を選択した。
また7月10日、空地分離方式が導入された。もともと必要性は認められていたが、主として切羽詰まった作戦上の要求から、源田が中心になって推進した。いずれの決戦方面であれ、航空兵力を移動集中する必要があったが、航空隊移動の都度、基地員や物件を移動する従来の方式では間に合わないため、空地分離による円滑化を進めた。準備中に敵の来攻を受けたが、ともかく航空部隊の移動集中ができ、作戦実施が可能になったのはこの方式の成果であった
マリアナ沖海戦の敗北後、城英一郎大佐、岡村基春大佐などから軍令部作戦課に特攻の意見具申があった。航空本部課長・伊東裕満も特攻兵器「桜花」の案とその搭乗希望者の署名を持ち込んで源田に軍令部側の採用を促した。
この時期に関して、源田は「マリアナ沖海戦後、前線の若手士官、下士官から覚悟があるので体当たり機の使用を始めさせてほしいと上申があったが、軍令部は十分に効果がある爆弾の開発があるまで待ってほしいとなだめていた。桜花も同じ時期に軍令部への説得、働きかけがあった」「余りにも数多い特攻兵器は、何を重点にして整備すべきか選択に迷うべき程であった。何もかも航空部隊に依存し飛行機がなければ、水上部隊は何事も出来なかった状況を憤慨し、「痩せ馬に荷を負わせ過ぎる」と言って水上、水中の特攻兵器を強調する人が居る反面、航空特攻を第一義とすべしという考えの人も相当に居た。殊に航空関係において然りである」と証言している。また、桜花の利点は炸薬量が多いのが魅力だったと話している。神立尚紀は「大田正一は兵隊上がりのノンキャリアにすぎず、大田のアイディアがそのまま海軍の方針になることはあり得ない。その開発を軍令部で推進したのが源田中佐、航空本部で担当したのが伊藤佑満中佐」と推測している。8月5日、源田は軍令部会議で桜花案を報告、軍令部総長・及川古志郎と同第二部長・黒島亀人が承認して研究試作が開始した。しかし、源田の任期中は桜花を兵器として採用することはなかった。
10月、大西瀧治郎が第一航空艦隊長官に内定したときに軍令部で源田に戦力を持っていきたいと相談するが、源田はそれがないことを告げ、零戦150機の準備をすることを約束した。その際、源田は大西から場合によっては特攻を行うという決意を聞かされたという。
大西は現地で特攻を開始、奥宮正武によれば特攻が開始されたときに軍令部で速報を手にした源田は沈痛な面持ちで「二機命中一機命中だぞ、わかるか、二機一機だぞ」と嘆いたという。軍務に従い源田は発表方法について大西に意見を求める電文の起案を担当している。
11月、連合艦隊が特攻のために航空機300機の増援を軍令部に要請し、大西が練習航空隊からの抽出を要望したことに関連して、11月19日に航空本部や人事局との打ち合わせに行かされた源田は、抽出すると新規搭乗員の教育を停止しなければならないため、問題はそこまで犠牲を払って果たしてそれに見合う戦果が期待できるかどうかであり、影響を無理のない範囲でとどめておくには、教育の一部停止により抽出の兵力を当面作戦に投入しておき、それに次いで現在練成中の桜花隊を進出させるのが好ましいと反対した。
源田は特攻の命令や指導をしたことはないが、こういった時期に軍令部にいたため、源田も特攻に積極的だったと見る者もいれば、源田は最後まで正攻法を訴えたため、特攻に消極的だったと見る者もいる。源田は「補給路を遮断せられ、本土の生産施設をも敵の爆撃機に蹂躙せられては、大勢挽回の望みはない。神風特攻隊も本土決戦の思想も、それ自身においては崇高であり、批判の対象にすることは適当ではないが、戦略的見地に立って見れば、救国の道に通ずるものではなかった」と見ている。
あ号作戦以降、日米の航空戦力はますます懸隔して、日本がアメリカに対抗するためには敵の意表を突く何らかの方策による活路が求められた。日本の航空機はアメリカの空母群に到達する前に、電探（レーダー）と巧みに連携した戦闘機に捕捉され、到達しても重厚な対空砲火を受けることになる。また、日本は航空機生産力、搭乗員の練度から戦闘機隊の増強に実効性に自信を欠いた。そこで想定作戦場面（日本本土、台湾、比島、南西諸島）が台風常襲経路であり、かつ予期される敵進攻時期も過去の統計から10日から週1度の頻度で台風が発生する来襲期であることから機会到来は高確度であること、台風による悪天候で海面が荒れるため、敵戦闘機の出撃、対空砲火を制約・阻害でき、意表を突くことができることから源田によってT攻撃部隊が提案された。
源田のT攻撃部隊案は、荒天により発着困難な昼間の攻撃を本旨として、機会がない場合は敵の活動が不十分な夜間に攻撃するというものだったが、提案された図上演習で、指揮権を持つ第二航空艦隊（二航艦）司令部側からは、T攻撃部隊による夜間攻撃を中核とする、昼間攻撃、薄暮攻撃の各種組み合わせを定めて、状況に応じて適用する戦法が示された。10月、T攻撃部隊が壊滅した台湾沖航空戦では二航艦の戦法が実行され、作戦指導、戦果報告、損害など索敵結果以外は二航艦の図上演習と類似した結果になった。この戦果報告は過大に誤認されたものだったが、藤森康男によれば、疑念もあり軍令部作戦課は源田を中心にさらに検討を加えたが、さしあたり公的には現地部隊報告を基礎に資料作成するほか名案もなかったという。当時、源田は、ミッドウェー海戦での日本の失敗をアメリカが犯したのではないかと考えを述べた。源田はこれで敵の進撃が止められると思ったという。神立尚紀は「参謀としての源田は、ミッドウェー海戦で自らの判断ミスで主力空母4隻を一挙に失ったのをはじめ、台湾沖航空戦では『敵空母の発着艦ができない台風の荒天を利用して攻撃をかける』という実現不能なアイディアをもとに敵機動部隊攻撃を強行、ほとんど戦果を挙げられないまま味方の航空兵力を壊滅状態にしたことなど、致命的な失点続きであった」などと批判している。
この航空戦の被害によって、捷号作戦におけるT攻撃部隊の活躍が期待できなくなり、源田がT攻撃部隊で計画していた丹作戦の実行も不可能になった。この作戦は、部隊の練度から暗夜の攻撃が不可能と見ていたため、満月に近い黎明に攻撃するように工夫して、米機動部隊が停泊して活動が不十分な夜間に奇襲するというもので、源田が連合艦隊司令部とともに指導していた。米機動部隊のマーシャル帰投を想定していたが、9月28日、米機動部隊がサイパンに帰投・補給している情報を受け、「丹作戦に準ずる作戦」と改めてサイパンに帰投した機動部隊を目標にしたが、10月4日偵察を行うも発見せず、機動部隊は西に出動してしまい、作戦は次の月明期まで延期になっていた。

#### 第三四三海軍航空隊司令

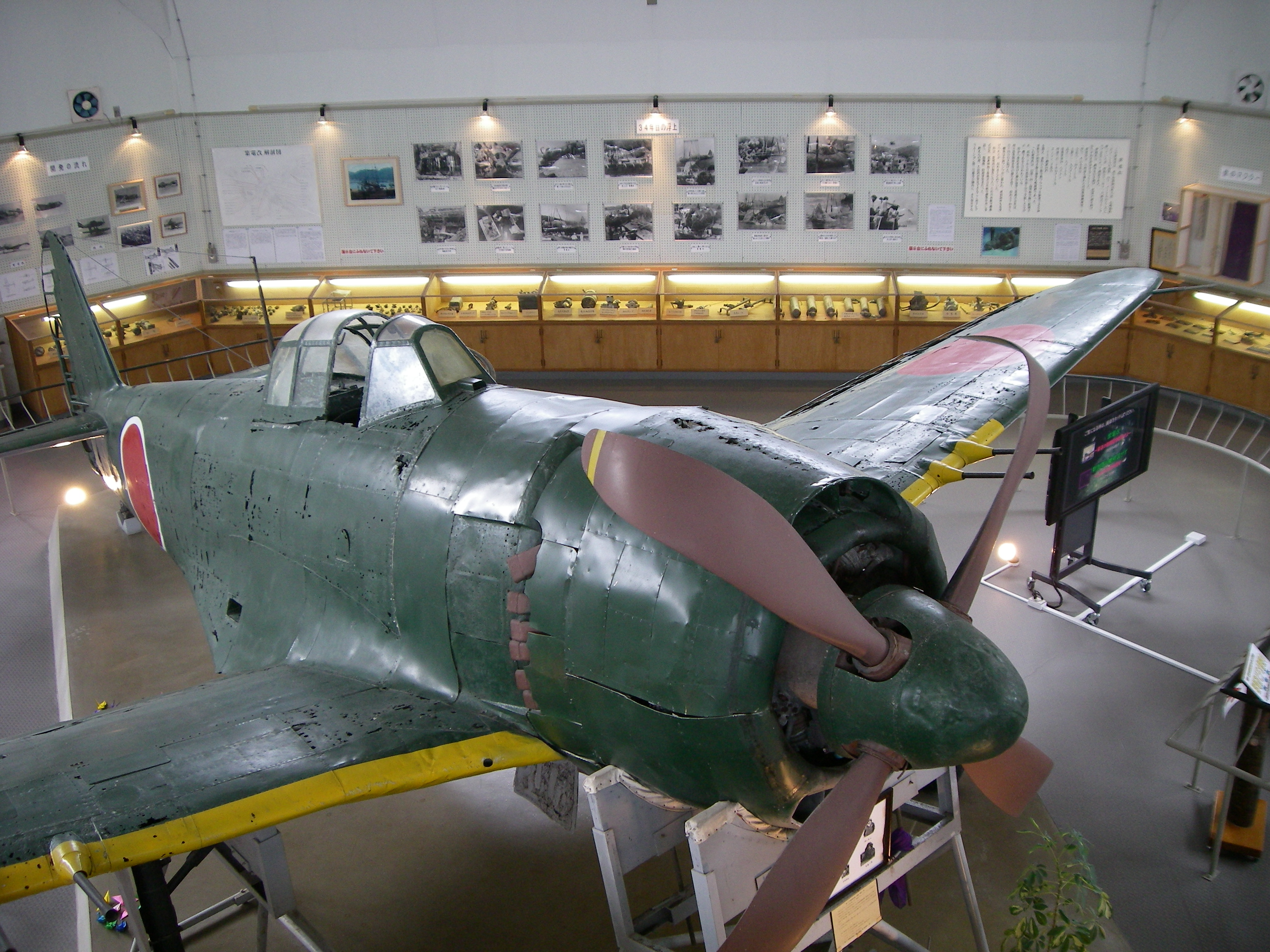
343空で使用された「紫電改」。紫電改展示館（愛媛県愛南町）

1944年（昭和19年）末、源田は、制空権を獲得できないこと、つまり戦闘機隊が負けていることが戦争に負けている原因とつくづく考えて、「精強な戦闘機隊をもって片っ端から敵機を撃ち墜とし、怒涛のような敵の進撃を食い止め、もって戦勢挽回の端緒をつくる」と構想し、制空権を獲得して米の攻勢を食い止めることを期した第三四三海軍航空隊（以下、「343空」とする）を提案、認められて12月25日に編制されると、1945年（昭和20年）1月15日、自ら343空司令に就任し、1月19日に松山基地に着任した。
343空は、戦闘機「紫電改」を集中配備して、編隊空戦、情報、通信を重視した源田の構想のもとで訓練された精鋭部隊として有名である。機材、人材に独占感もあり一部から非難もあったようだが、源田の情熱と実行力の賜物であった。今まで幕僚を務めてきた源田は「小さいながら初めて決定権を持ったことに大きな意義を感じた」「自身も戦闘機乗りであったことから冥土の土産に航空隊で暴れたいという気持ちであった」という。「紫電改」は、零戦の陰にかくれてそれまで無名だったが、源田の戦後の著書がきっかけとなって、一躍脚光を浴びたといわれる。
源田は編隊戦闘を重視して、四機一区隊、二機一組は乱戦でも離れないように指導した。B-29に対しても、1個編隊に3個飛行機隊をぶつけて分散しないように注意して、傷つき編隊から遅れた敵は2-3機に任せ、他は続けて無傷の敵を攻撃するように指導した。また、大編隊同士の空戦では肉眼で優位を占めるのは困難であり、小隊のように軽快な運動もできないため、空中指揮官が戦闘計画を頭に置き、初動において優位を占めて邀撃の効果を高められるように、直前の敵情を通知する偵察第4飛行隊を加えた。
源田は、指揮所、宿舎、整備補給拠点の分散設営、分散整備態勢の確立、指揮所通信網・情報収集機能の充実、特に航空隊レベルを超えた指揮通信網の整備を行った。レーダー、見張り所、上級司令部をつないだ情報ネットワークの形成。最もいいタイミングで戦えるように米機動部隊の情報を送る連絡将校を陸海軍に派遣。源田は、不良状態だった無線電話の実用化に注力して、343空通信科の努力と横空の技術支援で10倍の改善に成功している。
山田良市は「この時ほど、日本海軍において、地対空、空対空の無線電話が活用され実績を挙げた例はほかにはないと思う」と語っている。
源田自ら空中指揮をとるつもりだったが地上からの方が総合的な判断できるため取りやめ、信頼できる空中指揮官に細部の戦闘指揮は一任した。爆撃の数と性質から妨害不可能な見送るべき敵編隊に対しても見敵必戦を通したが、正面から当たっても犠牲が出るだけであることからやみくもに戦わせず、空襲帰りで燃料を消費し、油断している敵の最後尾を捕えて攻撃した。撃墜されるという心理的効果だけでも与える狙いと撃墜による日本軍の士気向上という狙いから出撃させた。
源田は、伝統や階級にとらわれず部下と接する司令であった。部下たちからはオヤジと呼ばれて敬愛され、源田の死後もそれは続いた。
反骨者の菅野直も源田には心服しており、小島光造（菅野の中学・海兵同期）は「規則にうるさい上司だったら、菅野は秩序を乱す不届き者として見られ、彼自身くさってしまったかもしれない。源田さんはその辺を見抜き、とにかく戦闘に勝ってくれればよしとして細かいことは一切言わなかった。菅野もそうした源田さんの知遇に応えて、戦闘では抜群の働きをした」と語っている。
源田は菅野が未帰還となった際、「自分の弟を失ったような悲しみを覚えた」という。行方不明扱いで終戦を迎えた菅野に対し、源田は終戦後の9月20日に海軍大臣に二階級特進を具申して認められた。志賀淑雄飛行長によれば、源田司令は扇の要のように隊を引き締め、笑う姿は慈父のようだったという。山田良市大尉は「見敵必勝は源田さんの持論であったようである。戦力を無駄に消耗させるような作戦指導は一度も行われなかった。無線電話による地上からの作戦指導は神業に近く、空中指揮官の信頼は絶大であった」「司令は部下に対しては、指導はしても叱責することはなかった。司令の統率は全隊員にまで及び、源田さんへの敬愛は今日（没後）も続いている。戦争末期、戦局が苦しい時、三四三空があれほどの戦果を挙げ得たのは、紫電改が優れていたというだけでなく、源田司令の比類ない作戦能力と統率力によるところが大きかった」と語っている。本田稔少尉は源田について「時に精神主義もとり入れられたが、考え方は常に科学的で合理的であった」と話している。
菅野ら隊員が少将や佐官参謀と問題を起こして帰った翌日、源田がその少将と談笑しており、小さくなった隊員に「お前ら昨日は元気が良かったそうだな」と声をかけただけでその件は問題にならなかった。
また、宮崎勇は菅野に連れ出され無断外出をして温泉へ行った際、温泉で源田とはち合わせたことがあった。無断外出は明らかな違反行為で小さくなった2人に源田は「温泉はいいのう、気をつけて帰れよ」と声をかけて咎めることはなく、菅野は「さすがおやじだ」と感心した様子だったという。長いブランクのある源田が「紫電改」に初搭乗した際、吹流しの風を計算した着陸を行い「そうとう余裕がなければできない」と隊員らは感心した。杉滝巧上飛曹によれば、源田から軍ではありえない下士官の直接報告を許され、熱心に話を聞いてくれたうえ、労いの言葉までかけてくれたという。
2月初旬、隊員に戦死した時に少しでも遺品を残せるように髪と爪を切って遺骨箱に残すことを命じて、自らも行う。
2月中旬、源田は准士官以上に対し誓って制空権を獲得し戦局挽回を期すという決意を示して思想統一を行う。
新基軸のため、半年は実戦不参加で訓練の予定であったが、3月19日に米機動部隊が来襲して迎撃に参加する。源田は「古来これで十分という状態で挑めた戦の例などない。目標は敵戦闘機、爆撃機には構うな」と訓示する。300機あまりの米艦上機を迎え撃ち、このうち57機の撃墜を報告、これに対し味方の未帰還は13機という戦果をあげて初陣を飾った。
連合艦隊司令長官・豊田副武から3月24日付で「機略ニ富ム戦闘指導ト尖鋭ナル戦闘実施トニヨリ、タチマチニシテ敵機六十余機ヲ撃墜シ全軍ノ士気ヲ昂揚セルハ、ソノ功績大ナリ」と感状が授与された。
4月、源田は特攻をさせるつもりはなかったが、第五航空艦隊の命令に従って、343空は沖縄戦で特攻の制空権確保に参加する。援護機としてではなく、制空権を取るために突撃啓開して経路を確保する戦法をとった。
第五航空艦隊から343空に特攻を出すように打診がきた際に、志賀淑雄は「私が先頭で行きます。兵学校出は全て出しましょう。予備士官は出してはいけません。源田司令は最後に行ってください。ただし条件として、命令してきた上級司令部参謀が最初に私と来るというなら343空はやります」と上申、源田も「全くだ」と同意して、その意思を上に伝えたが、それ以降343空には特攻の話が来なくなった。
5月、憲兵と揉め事を起こした小高登貫らを軍法会議にかけるために佐世保鎮守府の参謀から343空に隊員の引き渡しを要求されたが、源田は「いま九州の制空権は、どこの航空隊が握っているか知っているか。いうまでもなく、わが第三四三空である。その航空隊の搭乗員を軍法会議につれて行ったらあとは誰が九州の制空権をまもるのだ。どうしても欲しいというなら骨にしてから返す。帰りたまえ」と追い返し、隊員には「士気高揚のために、大いに暴れろ。責任はいっさい司令が取る」と励ました。
戦争末期には、343空も衰弱したが、士気が衰えることはなかった。
8月に入ると343空は飛行機、搭乗員等の補充要求を一切やめた。福知山に移り夜間攻撃だけを敢行する予定で、残った隊員と源田、志賀も出撃する予定であった。源田は自らの最後をいかに飾るかを考えるようになり、志賀が倒れた後は自分が空中指揮をとって戦うつもりで、飛行機乗りらしい最後を望んでいたという。
8月、海軍は広島、長崎に続く原爆投下を阻止すべく戦闘機隊に対し、B-29が単機で侵入した場合は体当たりで即時撃墜せよと命令を下した。343空司令の源田は第三の原爆はあってはならないと心に決め、「我が剣部隊も既に組織的な攻撃に対する機能は乏しくなった。もし今度、新型爆弾に対する情報が入ったら、俺が体当たり（特攻）をしてでも阻止してみせる。その時は本田分隊士、二番機をつとめてくれ」と話し、本田稔も決心した。二番機は源田の援護ではなく、源田の特攻でも落ちない場合にとどめをさす役割であった。本田は源田の技量について、非常に腕がよく、操縦もとてもうまかったが、荒いのでついて行くのが大変だったと語っている。
8月15日、終戦を大村基地で迎える。源田は降伏に驚き、信じられなかったという。翌日に大分の第五航空艦隊司令部へ飛び、海軍総隊参謀副長・菊池朝三から聖旨が伝えられるが、源田、701空司令・榎尾義男、722空司令・岡村基春は納得せず、8月17日に横須賀、軍令部へ行き軍令部部長・富岡定俊少将から説明を受ける。源田は高松宮宣仁親王（同期）にも会い納得する。343空整備主任の古賀良一大尉によれば、15日以降の源田の指揮統率は戦時にもまして見事なもので、毅然とした源田の態度に隊員も励まされたという。
源田は「隊員らは厳しい時期に勝利感を味わって帰還していた、彼らは過酷な戦局の清涼剤のような働きをした、分が悪いと感じたのは8月ごろからだった」「あと4つ同じような部隊があれば敵進攻を相当制止できただろう」「圧倒的不利な条件下ではまあまあの戦いが出来た」「自衛官としてアリゾナ州ウィリアムス基地に招待された時、隊員たちの報告以上の戦いぶりを聞かされた」「ミッドウェーの敗戦で自らの仏心を戒め心を鬼にして見敵必戦を心がけていたが、出撃時は無事でいてくれと願っており矛盾した心境であった」「部下には厳しい戦いをさせた、恨んでいる者もいるかもしれないが仕方がない」と語っている。戦後、343空の部下やその遺族たちと集まった際には、自身の指揮下で死なせてしまった部下について謝罪した。
19日、錬成部隊のあった松山で源田は「陛下の一言いかんともできない。重臣たちがそそのかしたものなら徹底抗戦のつもりだったが、自由もよい、民主もよい、今日から源田は一個人である。もうこうして諸君らと会うこともないだろう。国家再建は容易ではないだろうが頑張ってもらいたい」と訓示する。本部隊のあった大村基地では「盡忠の誠足らず、事は是に至った。自ら軍令部に入り今回の放送は、陛下御自らの大御心であることが充分納得出来て今帰って来た。之以上戦を続けるとは不忠の臣となる。諸君は直ちに帰郷して祖国再建に立ち上がって欲しい。恐らくこの世の中で諸君と再び会うことはないと思う、皆元気で自分の志に進んで欲しい」と訓示する。高松宮の言葉「陛下を悲しませる行動はいけない。次の世代に譲れる日本の繁栄を復興するために自重せよ」も伝える。源田は戦争中に3度がっかりした瞬間があり、ミッドウェーで四空母を失った時、マリアナ沖海戦敗北、終戦と回想している。渡部昇一が戦後に源田宅を訪ね、「日本はなぜ負けたのか」という質問に対して源田は「ネルソン精神を忘れたからだよ。それに尽きる」と話したという。
10月、佐世保鎮守府付。11月、予備役編入 。

### 戦後
1945年8月17日源田は、軍令部部長富岡定俊少将より皇統護持作戦を受けた。敗戦によって国体に危機が迫った場合、皇族を匿い皇統を守る作戦であった。准士官以上で、源田とともに自決する志願者を集い作戦参加者を選別した（妻帯者や長男は帰らされた）。生涯をかける他言無用の任務であることの説明があり、23名で盟約を結んだ。
この際に下士官以下の隊員も自決に参加しようとしたが、源田は「皆ありがとう。俺と一緒に死んでくれるのはありがたい。しかしよく聞け。若い下士官はまだまだこれから人生がある。日本はこの戦争には負けたが、必ずや生きていれば二度目のお召しがあるだろうから、それまで郷里にて待て」「絶対に死ぬな」と諌めて帰省させた。
熊本県五家荘村（現在の八代市東部）を候補地として隊員は復員したが、皇室の存続が決まり活動は終了する。富岡は終戦から2年ほどして作戦の解消を伝えた。源田は解消を側近には伝えたが徹底はしなかったため、活動実態のない形だけの盟約が残った。杉ノ井旅館で集まったが、解散の辞を用意するも人払いができず、切り出すことができなかった。1981年1月7日東郷神社和楽殿に招集し源田より同志生存者17名を前に皇統護持作戦の終結が正式に伝達された。源田から「計画が発動されなかったことが最大の成功だった。我々は目的を達し使命を果たした。我々の行動は無駄ではなかった」と解散の訓示が行われた。
1946年（昭和21年）12月、極東軍事裁判において、第二聯合航空隊参謀として、爆撃に関する根本方針（支那事変） と第一航空艦隊参謀として、真珠湾攻撃の立案と実施について供述する。
同年から川南工業で働く。正規海軍将校のため公職追放となり、追放解除後の1953年（昭和28年）6月1日、東洋装備株式会社取締役社長に就任。源田はこの面での才能はないと感じたという。

#### 航空自衛隊

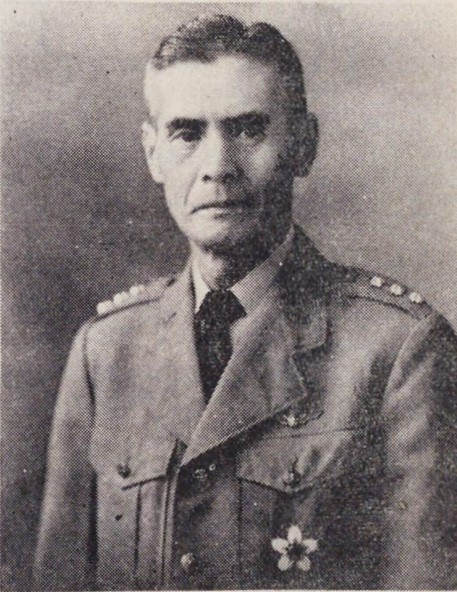
航空幕僚長時代の源田（1962年）

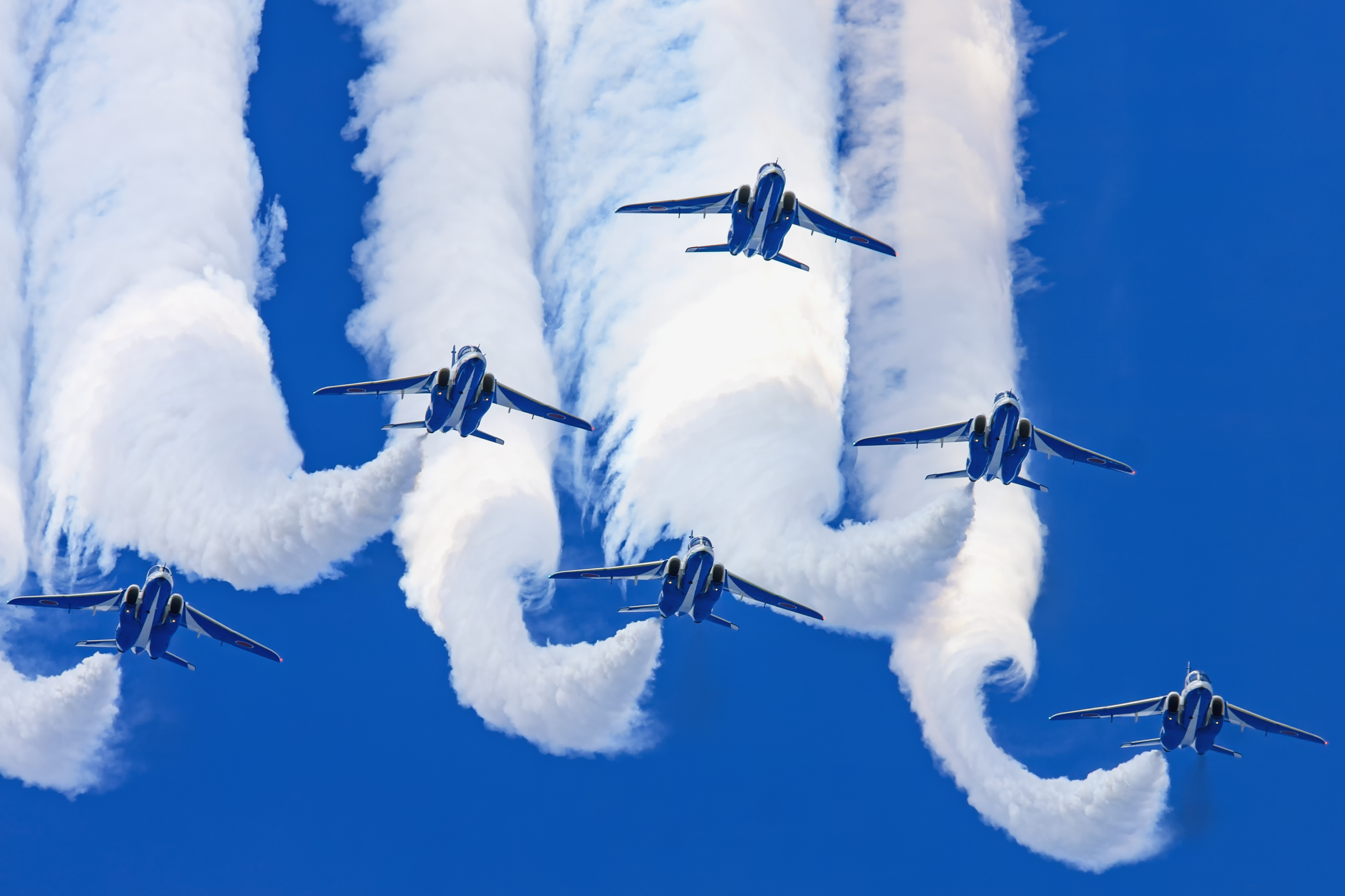
源田が創設した「ブルーインパルス」。写真は展示飛行中のT-4

1953年（昭和28年）、防衛庁入庁、航空幕僚監部装備部長として、航空自衛隊に入隊する。自衛隊人事を作っていた初代航空幕僚長・上村健太郎が佐薙毅を副長に依頼するとき、佐薙が「源田をとるなら」という条件を出したため要請された。戦前源田が対米強硬派の艦隊派であったことを理由に旧海軍の権力者が反対し人事をやり直すように指示すると上村は「佐薙も源田も必要だ。駄目なら私も辞退する」と言って人事を通した。
空自で副官を務めた金子正生空将は、「源田を唯我独尊の人で好かれるタイプではなかったかもしれない、最も近くで見ていたが、戦時のイメージを大切にしていたようで人前で酒を飲まず、私生活を見せない人で最後まで何者かわからなかった、しかし自分にとっては大きな存在であったという」。座間高明によれば「源田は空自でも地上にいるような人ではなく現場に入ってくる実行派の人であったという」。
装備部長としては国産ジェット機T-1の開発を後押しした。1955年（昭和30年）、航空自衛隊航空団司令。1956年（昭和31年）、臨時航空訓練部長、空将。源田は隊員に対し「一日も早く米軍ジェット機の操縦をものにしろ」と命じ、率先してジェット機の操縦資格を取得した。航空自衛隊パイロットの育成に力を注ぎ、空自発祥の地である浜松第一航空団を「源田航空団」と呼ぶ声もあった。1957年（昭和32年）8月1日、源田は航空集団初代司令に就任する。飛行機が高い事故損耗率を記録していたため自ら安全検閲のため各基地を巡回した。1958年（昭和33年）、航空総隊司令。1959年（昭和34年）6月1日、飛行教育集団（後の航空教育集団）を編成する。
1959年（昭和34年）7月18日、航空幕僚長就任。12月、米空軍サンダーバーズの日本公演を見た源田は航空自衛隊によるブルーインパルスの構想を打ち出す。源田はブルーインパルスの育ての親となる稲田淳美をバックアップし、当時疑問視された編隊飛行訓練を公的に訓練可能とし事故も名誉ある扱いに処置し、選定された者のみ行うよう規制もした。東京オリンピックで陸海自衛隊には協力分野があるが空自にはなかったため、源田は空に五輪を描くことを発案する。当時の技術的な事情から困難でパイロットからも不可能だと思われていた。源田は実現のためブルーインパルスの演技に政治家やJOC、財界人など関係者を招待した。当時事情を知らなかった隊員は冷ややかだったが、後に源田のおかげで五輪フライトが実現できたことを知ったという。源田は自衛官退職時に引き継ぎ事項へ五輪を描くことを入れた。後の国会議員時代に源田は東京オリンピック開催準備委員長・津島壽一に五輪フライトを提案し実現した。
第2代航空幕僚長・佐薙毅のときに起こったFX機種選定問題は、1958年（昭和33年）4月5日の国防会議でグラマン製G-98J-11に内定するが、当時資料研究だけで他国のような試験がなく根拠に乏しかったため政治問題へ発展し、6月15日にグラマンの内定が取り消される。第3代航空幕僚長に就任した源田は「個人的にはロッキードを選ぶ」と発言するも、「乗ってみなければわからない」として、1959年（昭和34年）8月、FX機種選定の為、官民合同の調査団の調査団長として渡米しカリフォルニア州モハーヴェ砂漠エドワーズ空軍基地で二ヵ月半にわたる調査が行われ源田自身も試験飛行を行った。
55歳でマッハ2の戦闘機を乗りこなすのはアメリカでも例がなく称賛の的になっていた。
帰国後、提出された報告書に基づいて政府が再選定した結果、F-104C、F-104Gを日本向けに改装した型を採用する事が決定し、11月6日国防会議によってロッキードF-104J（180機）・複座型DJ（20機）が選定された。源田は、世界でミサイル万能主義が台頭しアメリカからも機銃は必要ないと説明されたが、戦闘機の至近距離での攻撃や運動性の高さによる回避運動などを考慮してF-104には機銃装備を施した。後にベトナム戦争の戦訓を得て世界も機銃の必要性に気付いた。
次期戦闘機調査団団長として渡米した源田は階級章の慣習の違いで、幕僚長章を左胸に着けるのみで、3つ星の源田は4つ星だが対等の米空軍参謀総長（大将）より格下の「中将」の待遇を受けたため抗議したが認められず、現地で源田は星章を一つ増やして4つ星の階級章を付けた。この行動は規定違反として報道されて問題となり、対応を求められた航空幕僚監部の担当者が色々調べた結果、海上保安庁長官の階級章が違うことを見つけ、なんとか変更にこぎつけ、1962年（昭和37年）12月1日、「自衛隊法施行規則の一部を政正する総理府令」（昭和37年総理府令第67号）により統合幕僚会議議長と陸海空各幕僚長は4つ星（又は金帯に線3本）の大将相当の階級章を付けるようになった。
同年4月、航空自衛隊の創設、日米安保への貢献で、ジョン・F・ケネディアメリカ大統領よりレジオン・オブ・メリット勲章(勲功章)を授与される。また日本飛行連盟名誉会長を務めていた源田は、赤十字飛行隊の創設に携わり、翌年11月3日に初代隊長に就任。1986年（昭和61年）3月末まで務める。赤十字飛行隊は日本赤十字社本社直轄の特殊奉仕団として様々な災害において活躍している。
源田は『週刊朝日』1973年12月7日号の野坂昭如との対談で、自衛隊について「徴兵制度にすればよくなるかというふうには私は必ずしも考えない。それよりも憲法を改正してちゃんとした軍隊にしないとダメ。防衛に携わる者は軍人の特権で、それにふさわしい待遇を与えて、社会的地位も与えるべき。いま日本中で虐められるているのは自衛官。あらゆる面からです。志願者がいないからダメだなんて、志願者をなくすようにしておるのは日本全体です。何かちょっとやれば、あらゆるマスコミで、こっぴどく叩かれる。国家を守るのは自分のために守るんじゃない。本当に日本のために若い人が来て、ああいう苦しい仕事をやっておるのを、もっと立場を認めて、尊敬した立場で見てもらえるようになれば、志願者は必ず増えます（中略）四次防でたった5兆円増えただけで、軍事評論家が『四次防は防衛から攻撃に移るその一歩を踏み出した』などと叩くでしょう。道路建設とか新幹線とかには物凄い金がかかるんですよ（中略）日本人はシビリアン・コントロールを誤解している。軍事政策というものは政治が握っとる以上は大丈夫です。自分で自ら描いた幽霊に怯えているだけ」などと述べている。

#### 参議院議員
FX機種選定の政争をおさめた功績から防衛庁長官・赤城宗徳は定年まで1年の源田に退職して国会議員への立候補を薦め、源田はそれに応じて1962年（昭和37年）7月、自衛官を退官し、参議院議員選挙に立候補する。
自由民主党公認で全国区から出馬し第5位で当選。以降4期24年務め永年在職議員に表彰される。元343空の部下が議員秘書や選挙対策責任者を務めるなど選挙は旧海軍や自衛隊の応援を基盤とした。源田は日本の繁栄と存続、日本文化の保存と発展を信念にし、時流に合わせて自らを翻すような変節がなかったため、様々な誤解を受け攻撃された。特に全体主義者たちからは恰好の的にされていた。
元343空隊員・加藤種男は「6年毎の選挙に関西地区の選対責任者として司令の防衛作戦の活動に御協力申し上げた事を心の誇りとして来た」という。三島由紀夫は、今後ますます重要になる日本の安全保障問題を考えると深い体験と専門知識を持ち国際的な視野を持った源田のような政治家を持つかどうかで日本の将来が大きく変わると応援した。児玉誉士夫は「政治家に選挙費用を出すのはアホウのやることだ。例外は源田実だけだ」と話していた。瀬島龍三を児玉に紹介したのは源田と考える者もいる。渡邉恒雄は「僕が記者クラブにいた頃、源田さんは記者会見で気に入らない質問をされると『文句があるなら、俺のT-33練習機に乗れ。俺が戦闘機の操縦を、おまえらに教えてやる』と言っていた」という。
防衛・憲法・天皇問題などに取り組み、戦争の愚かさ、核の恐ろしさを強く説いていた。職業軍人の経歴から文民統制の問題もあり入閣することはなかった。参議院議員、自民党党務として弾劾裁判所裁判長、国防部会長、宇宙開発特別委員会委員長、安全保障特別委員長、科学技術特別委員長、航空対策特別副委員長、安全保障調査会顧問、基地対策特別委員会顧問などを歴任する。軍人時代の習慣で5分前行動を守り、空中勤務体験は国会でも貴重とされた。末国正雄（海兵同期）によれば源田は「国会や議事堂ほど日本語の通じない場所はない」と話していたという。
1965年（昭和40年）、京都産業大学創立発起人に名を連ねる。
1960年代後半、中華人民共和国が核を保有したことを受けて危機感を持った源田を中心とする政治家は外務省に安全保障の観点から核燃料サイクルによる核戦力のオプションについての議論を働きかける。矢田部厚彦（外務省国連局科学課長）によれば外務省でも防衛外交上必要と考えていたという。また源田らの議論について「日本が核兵器を持とうという議論ではなく、将来有事の際に核のオプションを失ってはいけない。安全のためいつでも核武装できる体制を維持していこうという議論であった」という。源田は信念を持っていたが、議員会館に呼び出されて断念させられた。
1969年（昭和44年）3月1日、源田は米海軍協会の招きで渡米、講演や記者会見で「真珠湾攻撃のあと引き続きハワイに空爆を加えて占領し、ここを米西海岸攻撃の基地にすべきだった」「日本がもし核爆弾を持っていたらアメリカに対し使用していただろう」「日本本土にも米（軍）の核持ち込みを認めるべき」などと発言した。これら源田の発言は『ニューヨーク・タイムズ』その他アメリカのメディアに大きく報道され、「リメンバー・パールハーバー」の声が米国内に上がった。3月3日、社会党など野党側が源田の原爆発言を追及し、3月12日に首相・佐藤栄作も源田の発言は不謹慎とした。源田は「個人の考え方を述べたもので間違っていたとは思わない」と表明し、佐藤に国会運営で迷惑をかけたと陳謝、自民党国防部会長を辞任した。また「アメリカの核の傘に入ると言いながら有事も持ち込ませない、領空も領海も入らせないと言うがどうやってその傘は日本を守るのか」と訴えていた。
一部に、米空軍カーチス・ルメイ大将の叙勲に、推薦などで関わったとする陰謀論があるが、推薦は防衛庁長官・小泉純也と外務大臣・椎名悦三郎の連名で推薦されており、閣僚ではない源田は、推薦・選考・決定などに参加していない。
1970年（昭和45年）3月、長沼ミサイル訴訟の弁護団が、源田を証人とするよう申請すると認められ、10月の第6回口頭弁論で元航空幕僚長として航空自衛隊の実情を証言した。
1974年（昭和49年）12月16日、源田は皇室への侮辱が横行していることを問題視して参議院議長・河野謙三に対し質問主意書を提出する。内閣総理大臣は告訴権を持ちながら何の対応もとっていないことを批判し皇室侮辱文章を告訴するか何らかの対応をとるように求めている。
一世一元の制、建国記念の日政府行事実施についての質問主意書も提出している。1976年（昭和51年）5月3日には日本青年協議会主催の「5・3政府主催記念行事糾弾国民大会で源田は「日本民族は原爆の3つや4つ落としても降伏するような民族ではなかった。戦争をやめたのは、天皇陛下のご聖断が下されたからだ。このご聖断で日本民族は救われた。我々は天皇制を護持しなければならない」という要旨の発言をした。5月11日広島県労働組合会議議長・今田正義が「原爆の3つや4つ…」と発言した源田に辞任要求した。
愛媛県西条市の楢本神社神主・石川梅蔵の願いを受けて、源田は関行男特攻慰霊碑の建立に尽力し、1975年（昭和51年）3月21日、建立された同碑の除幕も行った。
1976年の芸苑社製作・東宝配給による『不毛地帯』の一場面を巡り、源田が自身がモデルと激怒し、結局源田の指摘する場面がカットされた。
1977年7月23日、靖国神社で343空の合同慰霊式が行われ、源田は元司令として隊員、遺族の前で挨拶を行い、343空の活躍などを語った後、「自分がもっとしっかりしていれば、これほど犠牲が出なかったように思うのです」と絶句しつつ涙を流し、亡くなった隊員たちについて語った。
1978年に行われた、共産主義国家の中華人民共和国との日中平和友好条約締結、それと同時に自由主義国である中華民国（台湾）との日華平和条約を無期限に破棄を行う国会採決に反対したのは衆議院で林大幹・浜田幸一・中山正暉の3名、参議院では源田と玉置和郎の2名だけであった。この5人は台湾では「三勇者二賢人」と取り上げられた。
1978年（昭和53年）11月、愛媛県南宇和郡城辺町（現・南宇和郡愛南町）久良湾の海底で1945年（昭和20年）7月24日の未帰還機と思われる343空の紫電改が発見される。しかし諸々の危険性から引き上げに各方面は消極的であった。元343空隊員や遺族からの引き上げてほしいという願いを代表し、源田と自衛艦隊司令官・相生高秀（元343空副長）が各方面に働き掛け、引き上げられることになった。343空関係者が集まり、慰霊式が執り行われ、源田は「紫電改は浮上した今何事も語らずただ黙々と翼を休めております…」から始まる弔辞を読んだ。この紫電改は愛南町南レク馬瀬山公園の紫電改展示館に保存・展示されている。

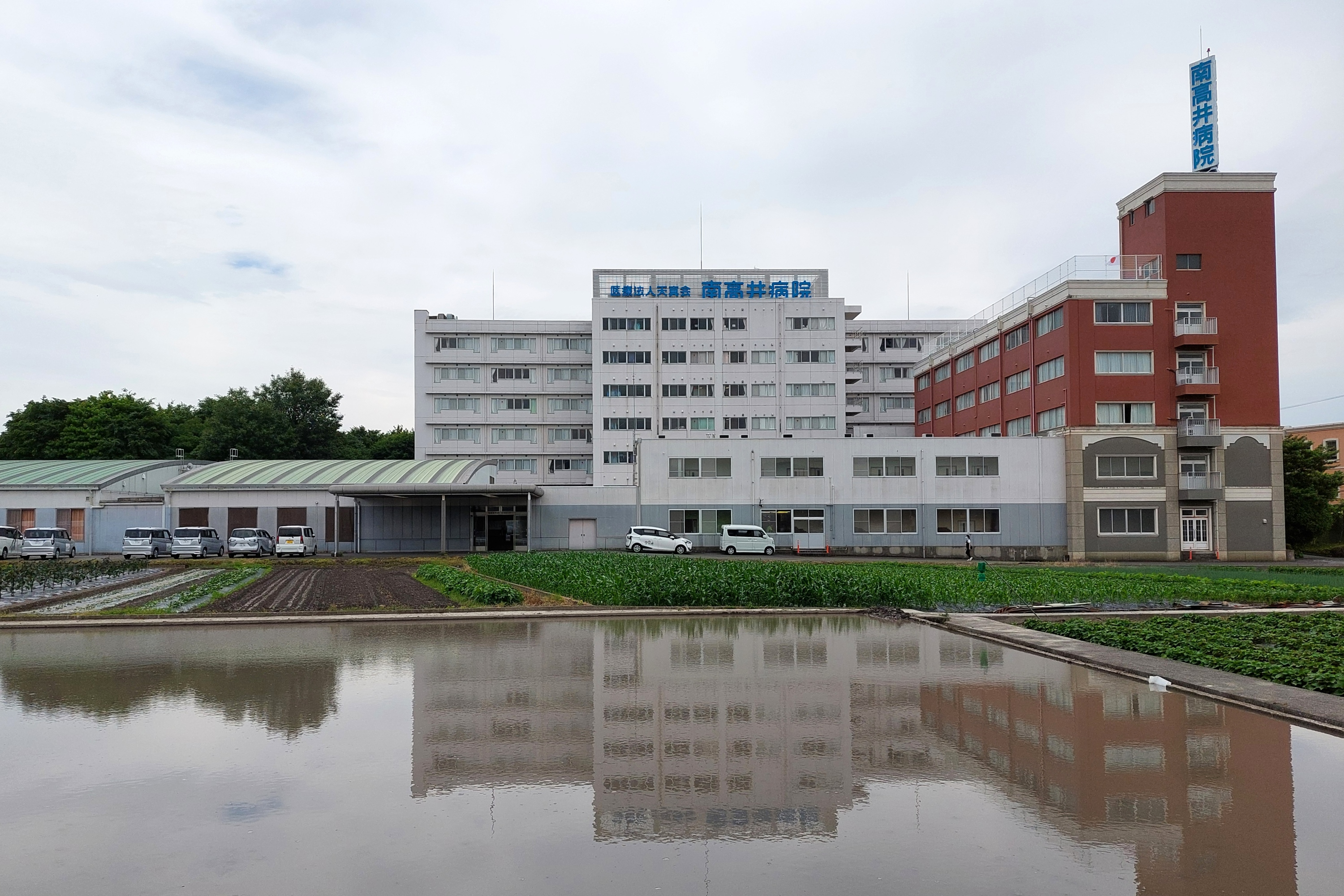
南高井病院（源田実終焉の地）

1986年（昭和61年）7月、議員引退。旧海軍勤務が24年だったことから「これ以上やれば海軍に義理がたたない」という理由からだった。引退の弁は「足るを知れば恥ずかしからずとどまるを知れば危うからず」「腹八分目」「物事はほどほどに」であった。コメントを求められると悪口も言えんと言葉は少なかったが国防に関しては「海外派兵はやらない、原子力潜水艦は作らない、それで通りますか」と語った。1989年第15回参議院議員選挙において右翼系政治団体大行社政治連盟の選挙推薦人となった。
晩年の数年間は、厚木市愛名の自宅近辺を愛犬と散歩する姿がよく見かけられた。体調を崩し343空の思い出の地である松山で療養していたが、85歳の誕生日を迎える前日、44回目の終戦の日でもある1989年（平成元年）8月15日、愛媛県松山市南高井町の南高井病院で脳血栓のため死去。84歳没。

## 人物
富岡定俊少将は「源田は海軍航空界の中でひときわ光っていた。彼は疑いもなく他の人に10年も先んじていた」という。草鹿龍之介中将は後輩の中でも源田と淵田は俊英の双璧と評価する。淵田美津雄大佐によれば「源田の特色中の特色は決して飛行機の能力以上のことはしないこと。源田はどこから見ても最高の航空士官だったので全てのものが敬意を払った」「操縦技術は当時の第一人者であり、かつて飛行機献納運動が盛んだったころ、源田トリオの演ずる離れ業は、見る者の心胆を寒からしめた。人呼んで源田サーカスと称した。しかし、彼は単にパイロットとしてだけの存在ではなかった。その着眼点の良さ、見識の高さははるかに時流を抜いていた」という。志賀淑雄少佐は源田について「実に立派な戦闘機乗りの先輩でした。彼ほど飛行機を愛し、また戦闘機を自らも操縦して、あれだけの見事な戦略、戦術を考案された方は外にはいないと思っております」と話している。
相沢八郎上飛曹によれば源田は不要なことは語らない不言実行の実践型の人、航空機の化身、予言者で昭和初期に源田から聞かされた話はいずれも実現していったという。山田良市大尉は、最も制空権の必要性を感じていたのは日本では源田、ドイツではアドルフ・ガーランドだろうという。高山捷一技師は零戦開発から自衛隊までざっくばらんに気軽にきたんの無いやり取りができたと話している。柴田武雄大佐は理論よりも感情が先走った批判をしていたが、度を過ぎていたため柴田は水交会海兵第52期幹事会から呼び出され注意を受け、以降おとなしくなった。三島由紀夫は源田を人にこびた妥協がなく明快で簡潔、男らしく国民に自覚と責任を求め、根本で話し、俗耳に入りやすいようなことは言わないと評価する。石原慎太郎は様々な政治家を知っているが源田だけは感銘を受ける言葉があり本物の逸品という。
鋭い容貌と空の人であることから鳥人や猛禽類、特に鷹にたとえられることが多い。戦後サインを求められると、色紙に座右の銘である孫子や論語の文句も説明つきで書き添えていた。動物が好きで、JKC（日本愛犬クラブ）会長も務め、秋田犬、猫、鷹などを飼っており、亡くなると庭の隅に墓を設けていた。戦時より毎朝仏壇に向かい、数珠を手にし、過去帳を開いて、その前日戦死、殉職した部下の名を呼びかけて読経する事が日課であった。戦後もかつての部下の冥福を祈って続けられ、また特攻で命を落とした兵士達も含めて、全ての氏名や出撃日（命日）を記録した資料や遺言を大切に保存して納め、生涯を閉じるまで続けていた。山田良市（343空隊員）は「源田司令に魅力を感じたのはこういった真摯さと人間的奥深さのためでもあった」という。
源田は、戦前パイロットとしても技量抜群で源田サーカスとして親しまれた編隊を率いて公演も行っていた。源田は海軍時代の平時訓練において生死に関わる飛行作業を10回行い飛行機は9機破壊したことがあり、どれも欲を伴う操作によるものだったと反省している。早い段階で能力を評価されて上層部に引き抜かれたため戦闘の機会がなく、戦闘機搭乗員としての実戦経験はない。50代でF86F、ロッキードF104、グラマンF11F-1F スーパータイガー、コンベアF-102及びF-106、ノースロップF-5なども乗りこなした。日本飛行連盟名誉会長も務める。源田はパイロットに生きがいを感じていたと話し、晩年「今でも自由に職業を選べるのならまた戦闘機パイロットを選ぶ」と語った。
広島カープの熱心なファンだった。

## 航空戦略
源田は早くから航空戦力の価値に気付き航空主兵論を主張し戦艦無用論を唱えた人物の一人である。当時源田らの戦艦無用論は極端すぎると見られていたが、太平洋戦争の経過がその見通しがほぼ正しかったことを証明した。戦後源田は海軍が大艦巨砲主義から航空へ切り替えられなかったのは、組織改革での犠牲を嫌う職業意識の強さが原因だったと指摘し、「大砲がなかったら自分たちは失業するしかない。多分そういうことでしょう。兵術思想を変えるということは、単に兵器の構成を変えるだけでなく、大艦巨砲主義に立って築かれてきた組織を変えるとことになるわけですから。人情に脆くて波風が立つのを嫌う日本人の性格では、なかなか難しいことです」と語っている。
源田は「航空戦の有利とは制空権の獲得であって、戦闘機同士の戦闘で勝るという事であり、味方を自由にし相手の集団行動を不可能とさせることを目的とし爆撃機への攻撃は二次的なもの」「戦闘機での勝敗は撃墜数ではなく最後に戦場の支配権をどちらが握ったか、上空にどちらが残っているかという制空権の獲得にある」という。欧米機が行った垂直降下による離脱は、他の性能を犠牲にして機体の強度を増さなければならないので必ずしも得策とは言えない、逃げることを予期して機体を設計する手もない、優秀な技量の搭乗員なら再度の低高度での会敵で撃墜できるという。また、後期に日本機が劣勢になったのは、米軍機が緊密な連携をもってこちらを集団で個別撃破していることにあったという。
源田は支那事変において、「制空隊」の考案をはじめとする戦闘機の集団使用、遠距離進撃などで、それまで主として防御用と見られていた戦闘機を積極的に遠距離に進攻させて、軽視されていた戦闘機の価値を認識させた。源田はこの空中戦闘の主導権を「制空権」と名付けた。源田の名は米軍にまで伝わり、戦闘機を集団的に縦横に駆使して制空権をとり、攻撃隊の攻撃を容易にする戦術的用法や、空母部隊を集団的に使用する戦略的な用法は「ゲンダイズム」と称された。
源田の空母艦隊の用兵思想は、空母を集中運用することで、奇襲のために接敵行動中無線封止を行い、大兵力を集中し一挙に敵を撃滅し上空警戒により敵を阻止するというものである。集中運用の利点は、航空隊の統一指揮がやり易く空中集合も容易に行えるため、支那事変の戦訓より攻撃は集中しなければ効果が薄く飛行機隊の空中集合が必要だが、海上での集合は困難であり、また電波誘導などを行えば敵に所在が露見して隠密行動ができず奇襲が困難になるという問題が解決し、また各艦が近いため計画変更・修正の連絡を取りながらの隠密行動も可能になる点にある。発見された場合、敵機の襲撃を受け空母が一網打尽になるリスクもあるが、空母を守る直掩戦闘機や対空砲火も集中できるという利点で補う。孫子の兵理にも適っており「敵を待ち反撃で攻撃ということから、集中は待つを恃む分散は来たらざるを恃むであり、人に遅れて発し人に先んじて至る」という。真珠湾攻撃では長所を発揮し米海軍も戦争後半で採用して効果を発揮した。「ミッドウェーで50機編隊をほぼ撃墜し1本の魚雷も命中させず、マリアナでは敵が使いこちらがやられており集中配備自体は有効だった」という。しかしミッドウェー海戦では弱点も露呈した形になっており戦闘機と防御砲火の用法について深く研究すべきだったという。
源田はミッドウェー以後は心を鬼にして見敵必戦を信条にした。海軍大学生のころは批判的であり楠木正成の例を挙げて論証したこともあるが、天才の機微を誰もが判断できるものではなく見敵必戦は必勝ではないが勝機を逃すことがなく、攻勢の利もあるという。

## 政治思想
源田は、核兵力などによるバランス戦略は新兵器、新戦術の導入で容易に崩れる不安定なもので平和のためには自由国家が科学技術水準においてリードし続ける必要があり、近代戦略においては兵力の質の向上、各国の結束が重要であるとする。防衛概念を改め防衛費と防衛予算の差額を科学技術開発の予算に充当し、人材育成開発の導入を主張した。科学水準の高さが画期的な防衛強化につながる。国民の生活水準も向上するし文化・福祉において日本が世界に不可欠となれば攻める国もなくなる。戦争根絶の第一歩は科学による後手必勝、受けの戦略の確立にあるという考えを持っていた。
核の根絶については全国家、全個人に全廃を確実に守らせることは困難で、国家レベルでできたとしても核の知識まで抹殺することは不可能であるため、一部の人間に核武力で支配される可能性もある。また共産圏を取り残した核廃絶運動は危険でありその運動自体利用される可能性があり、国民の発言の自由が制限された共産圏へも間接的にでも核廃絶を訴えていくべきだという。

## 栄典
- 銀杯一組（菊紋）
- レジオン・オブ・メリット
- 勲二等瑞宝章
- 従三位勲二等旭日重光章

## 年譜
- 1904年（明治37年）8月16日、広島県山県郡加計町（現・山県郡安芸太田町）の酒造・農業を営む源田春七の六男二女の次男として生まれる[343]。
- 1921年（大正10年）
  - 広島第一中学校（現・県立広島国泰寺高校）を卒業。
  - 8月26日、海軍兵学校に海兵52期入校。水雷・砲術学校普通科学生。
- 1924年（大正13年）7月24日、236名中17番で海軍兵学校を卒業、少尉候補生。
- 1925年（大正14年）12月、 少尉 。
- 1927年（昭和2年）
  - 4月、砲術学校普通科卒業。
  - 7月、水雷学校普通科卒業 。「出雲」乗組。
  - 12月、中尉。
- 1928年（昭和3年）12月、霞ヶ浦航空隊に入隊、飛行学生拝命。
- 1929年（昭和4年）12月、第19期飛行学生を首席で修了、恩賜の銀時計拝受（横須賀航空隊付）[21]。
- 1930年（昭和5年）2月、「赤城」乗組。12月、 大尉（横須賀航空隊付）。
- 1931年（昭和6年）
  - 6月、「赤城」乗組。
  - 12月、霞ヶ浦航空隊分隊長。
- 1932年（昭和7年）12月、横須賀海軍航空隊付[344]。
- 1933年（昭和8年）12月、「龍驤」分隊長（兼横空付教官）[345]。
- 1934年（昭和9年）11月、横須賀海軍航空隊分隊長。
- 1935年（昭和10年）
  - 「単座機による急降下爆撃の教育訓練に就て」昭和9年度の恩賜研学資金受賞[346]。
  - 10月31日、海軍大学校入学、 海軍大学校甲種学生[347]。
- 1936年（昭和11年）11月15日、少佐[48]、第2連合航空隊参謀[49]。
- 1937年（昭和12年）
  - 7月、海軍大学校を優等卒業、35期次席[348]。
  - 7月28日、第二連合航空隊参謀[349]。
  - 9月、上海勤務[350]。
  - 12月、南京勤務[350]。
  - 12月30日、横須賀海軍航空隊教官[351]。
- 1938年（昭和13年）1月7日、横須賀海軍航空隊飛行隊長兼教官[352]。
  - 4月15日、兼海軍砲術学校教官兼海軍水雷学校教官兼海軍通信学校教官兼海軍航海学校教官[353]。
  - 12月15日、英国在勤帝国大使館附武官輔佐官兼海軍航空本部造兵監督官[354]。
- 1940年（昭和15年）9月1日、命帰朝[355]。
  - 11月1日、第一航空戦隊参謀[356][357] （「加賀」乗組[358]）。
  - 11月15日、任海軍中佐[359]。
- 1941年（昭和16年）4月1日、第一航空艦隊航空甲参謀[360]。
- 1942年（昭和17年）7月14日、瑞鶴飛行長[122]。
  - 10月10日、軍令部出仕、臨時第十一航空艦隊参謀被仰付[361]。
  - 11月15日、臨時十一航空艦隊参謀被免[362]。
  - 12月10日、軍令部第1部第1課部員[363]兼海軍技術会議議員。大本営海軍参謀被仰付[364]。
- 1944年（昭和19年）7月8日、命陸海軍航空技術委員会委員[365]。
  - 8月19日、兼陸軍参謀本部部員、大本営陸軍参謀[366][367]。
  - 10月15日、任海軍大佐[368]。
- 1945年（昭和20年）1月15日、第三四三海軍航空隊司令兼副長、大本営海軍参謀被免[369]。免兼職陸軍参謀本部部員、大本営陸軍参謀[370][371]。
  - 1月18日、免兼職第三四三海軍航空隊副長[372]。
  - 6月27日、兼第三五二海軍航空隊司令[373]。
  - 7月8日、免兼職第三五二海軍航空隊司令[374]。
  - 10月7日、 佐世保鎮守府附[375]。
  - 11月25日、予備役[376]。
- 1953年（昭和28年）6月1日東洋装備株式会社取締役社長就任
- 1954年（昭和29年）防衛庁入庁。航空幕僚監部装備部長。
- 1955年（昭和30年）航空自衛隊航空団司令。
- 1956年（昭和31年）臨時航空訓練部長、空将。ジェット機の操縦資格を取得。
- 1957年（昭和32年）航空集団司令。
- 1958年（昭和33年）航空総隊司令。
- 1959年（昭和34年）
  - 7月18日、第3代航空幕僚長。
  - 8月、FX機種選定の調査団の団長として渡米。
  - 12月11日、第33回国会に委員外の出席者として出席[267]。
- 1962年（昭和37年）
  - レジオン・オブ・メリット勲章(勲功章)叙勲[272]
  - 4月7日、航空幕僚長辞任、退官。
  - 7月、第6回参議院議員通常選挙に自由民主党公認で全国区から出馬し第5位で当選。以降4回全国区から当選[377]。
  - 日本飛行連盟名誉会長就任
- 1963年（昭和38年）11月3日赤十字飛行機隊初代隊長（～昭和61年3月31日）
- 1968年（昭和43年）自民党政調会国防部会長[378]
- 1974年（昭和49年）勲二等瑞宝章叙勲[378]
- 1981年（昭和56年）勲二等旭日重光章叙勲[378]
- 1984年（昭和59年）裁判官弾劾裁判所裁判長[378]
- 1986年（昭和61年）
  - 7月22日、永年在職議員表彰[275]
  - 7月、引退[378]
- 1989年（平成元年）8月15日、愛媛県松山市南高井病院で脳血栓のため死去。[305]。享年84。叙・従三位[379]。

## 著作一覧
- 『海軍航空隊始末記 発進篇』 文藝春秋新社、1961年、新版1975年
  - 新版『海軍航空隊、発進』（文春文庫、1997年）、ISBN 4-16-731004-X
- 『海軍航空隊始末記 戦闘篇』 文藝春秋新社、1962年、新版1975年
  - 新版『海軍航空隊始末記』（文春文庫、1996年）、ISBN 4-16-731003-1
- 『指揮官 人間掌握の秘訣』 時事通信社「時事新書」、1968年
  - 『指揮官 魅力あるリーダーとは』 善本社、1975年
- 『真珠湾作戦回顧録』 読売新聞社、1972年
  - 新版『真珠湾作戦回顧録』（文春文庫、1998年）、ISBN 4-16-731005-8
  - 新版『真珠湾作戦回顧録』（文春学藝ライブラリー、2021年）、ISBN 4-16-813095-9
- 『源田実語録 防衛と人生を考える』 善本社、1973年
- 『統率力 源田実の経営戦略』 読売新聞社、1973年
- 『敗中勝機を識る』 善本社、1978年 - 時事論集
- 『風鳴り止まず』 サンケイ出版、1982年
  - 新版『パールハーバー 運命の日 日米開戦の真実』（幻冬舎文庫、2001年）、ISBN 4-344-40131-X。
  - 新版『風鳴り止まず　真珠湾編』（PHPエディターズ・グループ、2020年）、ISBN 4-569-84681-5
- 『平和の探究 兵器に託す未来はない』 善本社、1990年 - 遺著、自由派青年の集い編
- 千早正隆ほか『日本海軍の功罪 五人の佐官が語る歴史の教訓』プレジデント社、1994年。ISBN 4-8334-1530-5。
  - 源田実「グラマンも恐れた三四三『紫電改』部隊」／聞き手野中郁次郎「参謀が語る連合艦隊の蹉跌」

協力
- 『世界の空軍 AIR FORCE'77』（1976年、東映） - 技術指導

## 演じた俳優
- 三船敏郎 - 『太平洋の翼』（1963年、東宝）[3]
- 三橋達也 - ※赤城の航空参謀という役名。『トラ・トラ・トラ!』（1970年、20世紀フォックス）
- 佐藤允 - 『連合艦隊司令長官 山本五十六』（1968年、東宝）
- ロバート・イトー - 『ミッドウェイ』（1976年、ユニバーサル映画）
- 齋藤真 - 『連合艦隊』（1981年、東宝）
- ケイリー＝ヒロユキ・タガワ - 『パール・ハーバー』（2001年、ブエナビスタインターナショナル）※吹き替えは大塚明夫が担当
- ピーター・シンコダ - 『ミッドウェイ』（2019年、セントロポリス・エンターテインメント）